# Lista de asteroides (133001-134000)
Esta é uma lista parcial de asteroides, do asteroide número 133001 até o 134000, inclusive. Veja também o índice com todas as listas disponíveis.

| Objeto Próximos à Terra | Cinturão de asteroides (interno) | Cinturão de asteroides (externo) | Centauro       |
| Cruzador de Marte       | Cinturão de asteroides (meio)    | Troianos de Júpiter              | Transnetuniano |

Veja mais dados de cada asteroide na ligação externa para o Minor Planet Center na última coluna.
Índice: 133001... 133101... 133201... 133301... 133401... 133501... 133601... 133701... 133801... 133901... 

## 133001–133100
| Designação           | Designação | Descoberta  | Descoberta        | Descobridor(es)     | Categoria | Mais informações / Referência |
| Permanente           | Provisória | Data        | Local             | Descobridor(es)     | Categoria | Mais informações / Referência |
| -------------------- | ---------- | ----------- | ----------------- | ------------------- | --------- | ----------------------------- |
| 133001               | 2002 TF282 | 10 out 2002 | Socorro           | LINEAR              | —         | MPC                           |
| 133002               | 2002 TE286 | 10 out 2002 | Socorro           | LINEAR              | —         | MPC                           |
| 133003               | 2002 TM289 | 10 out 2002 | Socorro           | LINEAR              | —         | MPC                           |
| 133004               | 2002 TU290 | 10 out 2002 | Socorro           | LINEAR              | —         | MPC                           |
| 133005               | 2002 TH296 | 11 out 2002 | Socorro           | LINEAR              | —         | MPC                           |
| 133006               | 2002 TZ298 | 12 out 2002 | Socorro           | LINEAR              | —         | MPC                           |
| 133007 Audreysimmons | 2002 TB317 | 5 out 2002  | Apache Point      | SDSS                | —         | MPC                           |
| 133008 Snedden       | 2002 TU325 | 5 out 2002  | Apache Point      | SDSS                | —         | MPC                           |
| 133009 Watters       | 2002 TT350 | 10 out 2002 | Apache Point      | SDSS                | —         | MPC                           |
| 133010               | 2002 UL5   | 28 out 2002 | Palomar           | NEAT                | Ursula    | MPC                           |
| 133011               | 2002 UN8   | 28 out 2002 | Palomar           | NEAT                | —         | MPC                           |
| 133012               | 2002 UT16  | 30 out 2002 | Haleakalā         | NEAT                | —         | MPC                           |
| 133013               | 2002 US22  | 30 out 2002 | Haleakala         | NEAT                | Brangane  | MPC                           |
| 133014               | 2002 UD48  | 31 out 2002 | Socorro           | LINEAR              | —         | MPC                           |
| 133015               | 2002 VK2   | 3 nov 2002  | Palomar           | NEAT                | —         | MPC                           |
| 133016               | 2002 VY7   | 1 nov 2002  | Palomar           | NEAT                | —         | MPC                           |
| 133017               | 2002 VQ47  | 5 nov 2002  | Socorro           | LINEAR              | —         | MPC                           |
| 133018               | 2002 VJ51  | 6 nov 2002  | Anderson Mesa     | LONEOS              | —         | MPC                           |
| 133019               | 2002 VJ56  | 6 nov 2002  | Anderson Mesa     | LONEOS              | —         | MPC                           |
| 133020               | 2002 VP61  | 5 nov 2002  | Socorro           | LINEAR              | —         | MPC                           |
| 133021               | 2002 VJ67  | 7 nov 2002  | Socorro           | LINEAR              | —         | MPC                           |
| 133022               | 2002 VG73  | 7 nov 2002  | Socorro           | LINEAR              | —         | MPC                           |
| 133023               | 2002 VY118 | 12 nov 2002 | Socorro           | LINEAR              | —         | MPC                           |
| 133024               | 2002 VP120 | 12 nov 2002 | Palomar           | NEAT                | —         | MPC                           |
| 133025               | 2002 VC127 | 13 nov 2002 | Palomar           | NEAT                | —         | MPC                           |
| 133026               | 2002 WW11  | 27 nov 2002 | Anderson Mesa     | LONEOS              | —         | MPC                           |
| 133027               | 2002 XJ4   | 3 dez 2002  | Palomar           | NEAT                | —         | MPC                           |
| 133028               | 2002 XH42  | 6 dez 2002  | Socorro           | LINEAR              | —         | MPC                           |
| 133029               | 2002 XT45  | 10 dez 2002 | Socorro           | LINEAR              | Juno      | MPC                           |
| 133030               | 2002 XC69  | 13 dez 2002 | Socorro           | LINEAR              | —         | MPC                           |
| 133031               | 2002 XM69  | 5 dez 2002  | Socorro           | LINEAR              | Brangane  | MPC                           |
| 133032               | 2002 XU102 | 5 dez 2002  | Socorro           | LINEAR              | —         | MPC                           |
| 133033               | 2002 YD2   | 27 dez 2002 | Socorro           | LINEAR              | Juno      | MPC                           |
| 133034               | 2002 YZ2   | 28 dez 2002 | Ametlla de Mar    | Ametlla de Mar Obs. | —         | MPC                           |
| 133035               | 2003 AP2   | 2 jan 2003  | Socorro           | LINEAR              | —         | MPC                           |
| 133036               | 2003 AX2   | 1 jan 2003  | Socorro           | LINEAR              | Juno      | MPC                           |
| 133037               | 2003 AB3   | 3 jan 2003  | Socorro           | LINEAR              | —         | MPC                           |
| 133038               | 2003 AD10  | 1 jan 2003  | Socorro           | LINEAR              | —         | MPC                           |
| 133039               | 2003 AJ34  | 7 jan 2003  | Socorro           | LINEAR              | —         | MPC                           |
| 133040               | 2003 BB34  | 27 jan 2003 | Haleakalā         | NEAT                | Juno      | MPC                           |
| 133041               | 2003 BU38  | 27 jan 2003 | Socorro           | LINEAR              | —         | MPC                           |
| 133042               | 2003 BX42  | 28 jan 2003 | Socorro           | LINEAR              | Juno      | MPC                           |
| 133043               | 2003 BC43  | 29 jan 2003 | Palomar           | NEAT                | —         | MPC                           |
| 133044               | 2003 BM46  | 29 jan 2003 | Socorro           | LINEAR              | Juno      | MPC                           |
| 133045               | 2003 BH73  | 29 jan 2003 | Socorro           | LINEAR              | —         | MPC                           |
| 133046               | 2003 BC79  | 31 jan 2003 | Anderson Mesa     | LONEOS              | Juno      | MPC                           |
| 133047               | 2003 CG4   | 1 fev 2003  | Anderson Mesa     | LONEOS              | —         | MPC                           |
| 133048               | 2003 CG15  | 4 fev 2003  | Anderson Mesa     | LONEOS              | —         | MPC                           |
| 133049               | 2003 DU7   | 24 fev 2003 | Bergisch Gladbach | W. Bickel           | Juno      | MPC                           |
| 133050               | 2003 DB17  | 21 fev 2003 | Palomar           | NEAT                | —         | MPC                           |
| 133051               | 2003 EH    | 2 mar 2003  | Socorro           | LINEAR              | —         | MPC                           |
| 133052               | 2003 EA1   | 2 mar 2003  | Socorro           | LINEAR              | —         | MPC                           |
| 133053               | 2003 EB17  | 8 mar 2003  | Anderson Mesa     | LONEOS              | Juno      | MPC                           |
| 133054               | 2003 EL40  | 8 mar 2003  | Socorro           | LINEAR              | —         | MPC                           |
| 133055               | 2003 EN40  | 8 mar 2003  | Socorro           | LINEAR              | —         | MPC                           |
| 133056               | 2003 EU43  | 6 mar 2003  | Socorro           | LINEAR              | —         | MPC                           |
| 133057               | 2003 EC54  | 11 mar 2003 | Socorro           | LINEAR              | Juno      | MPC                           |
| 133058               | 2003 ED54  | 11 mar 2003 | Socorro           | LINEAR              | —         | MPC                           |
| 133059               | 2003 EC58  | 9 mar 2003  | Socorro           | LINEAR              | —         | MPC                           |
| 133060               | 2003 FT7   | 29 mar 2003 | Anderson Mesa     | LONEOS              | —         | MPC                           |
| 133061               | 2003 FT9   | 22 mar 2003 | Palomar           | NEAT                | —         | MPC                           |
| 133062               | 2003 FP20  | 23 mar 2003 | Palomar           | NEAT                | —         | MPC                           |
| 133063               | 2003 FM23  | 23 mar 2003 | Kitt Peak         | Spacewatch          | —         | MPC                           |
| 133064               | 2003 FF47  | 24 mar 2003 | Kitt Peak         | Spacewatch          | —         | MPC                           |
| 133065               | 2003 FH54  | 25 mar 2003 | Haleakalā         | NEAT                | —         | MPC                           |
| 133066               | 2003 FQ124 | 30 mar 2003 | Kitt Peak         | M. W. Buie          | —         | MPC                           |
| 133067               | 2003 FB128 | 30 mar 2003 | Kitt Peak         | M. W. Buie          | —         | MPC                           |
| 133068 Lisaschulze   | 2003 HD1   | 21 abr 2003 | Catalina          | CSS                 | —         | MPC                           |
| 133069               | 2003 HU29  | 28 abr 2003 | Anderson Mesa     | LONEOS              | —         | MPC                           |
| 133070               | 2003 HP31  | 26 abr 2003 | Kitt Peak         | Spacewatch          | —         | MPC                           |
| 133071               | 2003 HT35  | 27 abr 2003 | Socorro           | LINEAR              | —         | MPC                           |
| 133072               | 2003 HC39  | 29 abr 2003 | Socorro           | LINEAR              | —         | MPC                           |
| 133073               | 2003 HZ46  | 28 abr 2003 | Socorro           | LINEAR              | —         | MPC                           |
| 133074 Kenshamordola | 2003 HW53  | 21 abr 2003 | Catalina          | CSS                 | —         | MPC                           |
| 133075               | 2003 JX5   | 1 mai 2003  | Kitt Peak         | Spacewatch          | —         | MPC                           |
| 133076               | 2003 JO8   | 2 mai 2003  | Socorro           | LINEAR              | —         | MPC                           |
| 133077 Jirsík        | 2003 JZ10  | 4 mai 2003  | Kleť              | J. Tichá, M. Tichý  | —         | MPC                           |
| 133078               | 2003 JU13  | 5 mai 2003  | Anderson Mesa     | LONEOS              | —         | MPC                           |
| 133079               | 2003 JO17  | 11 mai 2003 | Reedy Creek       | J. Broughton        | —         | MPC                           |
| 133080               | 2003 KZ9   | 26 mai 2003 | Kitt Peak         | Spacewatch          | —         | MPC                           |
| 133081               | 2003 KH16  | 25 mai 2003 | Haleakalā         | NEAT                | —         | MPC                           |
| 133082               | 2003 KV16  | 29 mai 2003 | Nashville         | R. Clingan          | —         | MPC                           |
| 133083               | 2003 MF2   | 22 jun 2003 | Anderson Mesa     | LONEOS              | —         | MPC                           |
| 133084               | 2003 MU4   | 26 jun 2003 | Socorro           | LINEAR              | —         | MPC                           |
| 133085               | 2003 MY4   | 26 jun 2003 | Socorro           | LINEAR              | —         | MPC                           |
| 133086               | 2003 MN5   | 26 jun 2003 | Socorro           | LINEAR              | —         | MPC                           |
| 133087               | 2003 MX5   | 26 jun 2003 | Socorro           | LINEAR              | —         | MPC                           |
| 133088               | 2003 MG7   | 26 jun 2003 | Anderson Mesa     | LONEOS              | —         | MPC                           |
| 133089               | 2003 MQ8   | 28 jun 2003 | Socorro           | LINEAR              | —         | MPC                           |
| 133090               | 2003 MS9   | 26 jun 2003 | Socorro           | LINEAR              | —         | MPC                           |
| 133091               | 2003 MH10  | 29 jun 2003 | Socorro           | LINEAR              | —         | MPC                           |
| 133092               | 2003 MU11  | 27 jun 2003 | Anderson Mesa     | LONEOS              | —         | MPC                           |
| 133093               | 2003 NP    | 1 jul 2003  | Socorro           | LINEAR              | —         | MPC                           |
| 133094               | 2003 ND5   | 5 jul 2003  | Reedy Creek       | J. Broughton        | —         | MPC                           |
| 133095               | 2003 NU6   | 7 jul 2003  | Reedy Creek       | J. Broughton        | —         | MPC                           |
| 133096               | 2003 NY7   | 8 jul 2003  | Palomar           | NEAT                | —         | MPC                           |
| 133097               | 2003 NE8   | 8 jul 2003  | Palomar           | NEAT                | —         | MPC                           |
| 133098               | 2003 NM8   | 7 jul 2003  | Palomar           | NEAT                | —         | MPC                           |
| 133099               | 2003 NL11  | 3 jul 2003  | Kitt Peak         | Spacewatch          | —         | MPC                           |
| 133100               | 2003 OJ1   | 18 jul 2003 | Haleakalā         | NEAT                | —         | MPC                           |

## 133101–133200
| Designação     | Designação | Descoberta  | Descoberta       | Descobridor(es)         | Categoria | Mais informações / Referência |
| Permanente     | Provisória | Data        | Local            | Descobridor(es)         | Categoria | Mais informações / Referência |
| -------------- | ---------- | ----------- | ---------------- | ----------------------- | --------- | ----------------------------- |
| 133101         | 2003 OJ2   | 22 jul 2003 | Haleakalā        | NEAT                    | —         | MPC                           |
| 133102         | 2003 OF6   | 23 jul 2003 | Palomar          | NEAT                    | —         | MPC                           |
| 133103         | 2003 OG7   | 24 jul 2003 | Campo Imperatore | CINEOS                  | —         | MPC                           |
| 133104         | 2003 OP8   | 26 jul 2003 | Reedy Creek      | J. Broughton            | —         | MPC                           |
| 133105         | 2003 OG10  | 25 jul 2003 | Socorro          | LINEAR                  | Mitidika  | MPC                           |
| 133106         | 2003 OS10  | 27 jul 2003 | Reedy Creek      | J. Broughton            | —         | MPC                           |
| 133107         | 2003 OX10  | 27 jul 2003 | Reedy Creek      | J. Broughton            | —         | MPC                           |
| 133108         | 2003 OM13  | 28 jul 2003 | Reedy Creek      | J. Broughton            | —         | MPC                           |
| 133109         | 2003 OO18  | 25 jul 2003 | Socorro          | LINEAR                  | —         | MPC                           |
| 133110         | 2003 ON19  | 30 jul 2003 | Socorro          | LINEAR                  | —         | MPC                           |
| 133111         | 2003 OW20  | 31 jul 2003 | Reedy Creek      | J. Broughton            | —         | MPC                           |
| 133112         | 2003 OV21  | 29 jul 2003 | Campo Imperatore | CINEOS                  | —         | MPC                           |
| 133113         | 2003 OO22  | 30 jul 2003 | Socorro          | LINEAR                  | —         | MPC                           |
| 133114         | 2003 OA23  | 30 jul 2003 | Socorro          | LINEAR                  | —         | MPC                           |
| 133115         | 2003 OR25  | 24 jul 2003 | Palomar          | NEAT                    | —         | MPC                           |
| 133116         | 2003 OY25  | 24 jul 2003 | Palomar          | NEAT                    | —         | MPC                           |
| 133117         | 2003 OB27  | 24 jul 2003 | Palomar          | NEAT                    | —         | MPC                           |
| 133118         | 2003 ON27  | 24 jul 2003 | Palomar          | NEAT                    | —         | MPC                           |
| 133119         | 2003 OK28  | 24 jul 2003 | Palomar          | NEAT                    | —         | MPC                           |
| 133120         | 2003 OO31  | 30 jul 2003 | Socorro          | LINEAR                  | —         | MPC                           |
| 133121         | 2003 OC32  | 29 jul 2003 | Campo Imperatore | CINEOS                  | —         | MPC                           |
| 133122         | 2003 OD32  | 30 jul 2003 | Socorro          | LINEAR                  | —         | MPC                           |
| 133123         | 2003 PO1   | 1 ago 2003  | Haleakalā        | NEAT                    | —         | MPC                           |
| 133124         | 2003 PP1   | 1 ago 2003  | Haleakala        | NEAT                    | —         | MPC                           |
| 133125         | 2003 PF2   | 2 ago 2003  | Haleakala        | NEAT                    | —         | MPC                           |
| 133126         | 2003 PJ3   | 2 ago 2003  | Haleakala        | NEAT                    | —         | MPC                           |
| 133127         | 2003 PY3   | 2 ago 2003  | Haleakala        | NEAT                    | —         | MPC                           |
| 133128         | 2003 PZ3   | 2 ago 2003  | Haleakala        | NEAT                    | —         | MPC                           |
| 133129         | 2003 PV4   | 2 ago 2003  | Haleakala        | NEAT                    | —         | MPC                           |
| 133130         | 2003 PB6   | 1 ago 2003  | Socorro          | LINEAR                  | —         | MPC                           |
| 133131         | 2003 PC8   | 2 ago 2003  | Haleakalā        | NEAT                    | —         | MPC                           |
| 133132         | 2003 PJ8   | 2 ago 2003  | Haleakala        | NEAT                    | —         | MPC                           |
| 133133         | 2003 PH9   | 4 ago 2003  | Socorro          | LINEAR                  | —         | MPC                           |
| 133134         | 2003 PN11  | 5 ago 2003  | Socorro          | LINEAR                  | —         | MPC                           |
| 133135         | 2003 PG12  | 5 ago 2003  | Socorro          | LINEAR                  | —         | MPC                           |
| 133136         | 2003 QS2   | 19 ago 2003 | Campo Imperatore | CINEOS                  | —         | MPC                           |
| 133137         | 2003 QQ4   | 18 ago 2003 | Haleakalā        | NEAT                    | —         | MPC                           |
| 133138         | 2003 QF6   | 18 ago 2003 | Campo Imperatore | CINEOS                  | —         | MPC                           |
| 133139         | 2003 QR6   | 20 ago 2003 | Haleakalā        | NEAT                    | —         | MPC                           |
| 133140         | 2003 QM7   | 21 ago 2003 | Palomar          | NEAT                    | —         | MPC                           |
| 133141         | 2003 QN7   | 21 ago 2003 | Palomar          | NEAT                    | —         | MPC                           |
| 133142         | 2003 QH9   | 20 ago 2003 | Campo Imperatore | CINEOS                  | —         | MPC                           |
| 133143         | 2003 QS11  | 21 ago 2003 | Palomar          | NEAT                    | —         | MPC                           |
| 133144         | 2003 QK13  | 22 ago 2003 | Haleakalā        | NEAT                    | —         | MPC                           |
| 133145         | 2003 QZ15  | 20 ago 2003 | Palomar          | NEAT                    | —         | MPC                           |
| 133146         | 2003 QB17  | 21 ago 2003 | Campo Imperatore | CINEOS                  | —         | MPC                           |
| 133147         | 2003 QC18  | 22 ago 2003 | Palomar          | NEAT                    | —         | MPC                           |
| 133148         | 2003 QF19  | 22 ago 2003 | Palomar          | NEAT                    | —         | MPC                           |
| 133149         | 2003 QJ19  | 22 ago 2003 | Socorro          | LINEAR                  | —         | MPC                           |
| 133150         | 2003 QX19  | 22 ago 2003 | Palomar          | NEAT                    | —         | MPC                           |
| 133151         | 2003 QQ20  | 22 ago 2003 | Palomar          | NEAT                    | —         | MPC                           |
| 133152         | 2003 QT20  | 22 ago 2003 | Palomar          | NEAT                    | —         | MPC                           |
| 133153         | 2003 QU21  | 22 ago 2003 | Palomar          | NEAT                    | —         | MPC                           |
| 133154         | 2003 QL23  | 20 ago 2003 | Campo Imperatore | CINEOS                  | —         | MPC                           |
| 133155         | 2003 QA24  | 21 ago 2003 | Palomar          | NEAT                    | —         | MPC                           |
| 133156         | 2003 QZ25  | 22 ago 2003 | Palomar          | NEAT                    | —         | MPC                           |
| 133157         | 2003 QQ26  | 22 ago 2003 | Haleakalā        | NEAT                    | —         | MPC                           |
| 133158         | 2003 QE27  | 23 ago 2003 | Campo Imperatore | CINEOS                  | —         | MPC                           |
| 133159         | 2003 QG30  | 22 ago 2003 | Reedy Creek      | J. Broughton            | —         | MPC                           |
| 133160         | 2003 QK30  | 24 ago 2003 | Reedy Creek      | J. Broughton            | —         | MPC                           |
| 133161 Ruttkai | 2003 QE31  | 24 ago 2003 | Piszkéstető      | K. Sárneczky, B. Sipőcz | Brangane  | MPC                           |
| 133162         | 2003 QP32  | 21 ago 2003 | Palomar          | NEAT                    | —         | MPC                           |
| 133163         | 2003 QT32  | 21 ago 2003 | Haleakalā        | NEAT                    | —         | MPC                           |
| 133164         | 2003 QV33  | 22 ago 2003 | Palomar          | NEAT                    | —         | MPC                           |
| 133165         | 2003 QZ36  | 22 ago 2003 | Socorro          | LINEAR                  | —         | MPC                           |
| 133166         | 2003 QG37  | 22 ago 2003 | Palomar          | NEAT                    | —         | MPC                           |
| 133167         | 2003 QZ39  | 22 ago 2003 | Socorro          | LINEAR                  | —         | MPC                           |
| 133168         | 2003 QB41  | 22 ago 2003 | Socorro          | LINEAR                  | —         | MPC                           |
| 133169         | 2003 QO41  | 22 ago 2003 | Socorro          | LINEAR                  | —         | MPC                           |
| 133170         | 2003 QC42  | 22 ago 2003 | Socorro          | LINEAR                  | —         | MPC                           |
| 133171         | 2003 QG42  | 22 ago 2003 | Socorro          | LINEAR                  | —         | MPC                           |
| 133172         | 2003 QH42  | 22 ago 2003 | Socorro          | LINEAR                  | —         | MPC                           |
| 133173         | 2003 QK42  | 22 ago 2003 | Socorro          | LINEAR                  | —         | MPC                           |
| 133174         | 2003 QE45  | 23 ago 2003 | Socorro          | LINEAR                  | —         | MPC                           |
| 133175         | 2003 QB47  | 24 ago 2003 | Socorro          | LINEAR                  | Ursula    | MPC                           |
| 133176         | 2003 QD47  | 24 ago 2003 | Palomar          | NEAT                    | —         | MPC                           |
| 133177         | 2003 QB48  | 20 ago 2003 | Palomar          | NEAT                    | —         | MPC                           |
| 133178         | 2003 QK48  | 20 ago 2003 | Palomar          | NEAT                    | —         | MPC                           |
| 133179         | 2003 QV48  | 21 ago 2003 | Haleakalā        | NEAT                    | —         | MPC                           |
| 133180         | 2003 QH50  | 22 ago 2003 | Palomar          | NEAT                    | —         | MPC                           |
| 133181         | 2003 QO50  | 22 ago 2003 | Palomar          | NEAT                    | —         | MPC                           |
| 133182         | 2003 QV50  | 22 ago 2003 | Palomar          | NEAT                    | —         | MPC                           |
| 133183         | 2003 QU51  | 23 ago 2003 | Palomar          | NEAT                    | —         | MPC                           |
| 133184         | 2003 QE53  | 23 ago 2003 | Socorro          | LINEAR                  | —         | MPC                           |
| 133185         | 2003 QF53  | 23 ago 2003 | Socorro          | LINEAR                  | —         | MPC                           |
| 133186         | 2003 QH53  | 23 ago 2003 | Socorro          | LINEAR                  | —         | MPC                           |
| 133187         | 2003 QS53  | 23 ago 2003 | Socorro          | LINEAR                  | —         | MPC                           |
| 133188         | 2003 QW53  | 23 ago 2003 | Socorro          | LINEAR                  | —         | MPC                           |
| 133189         | 2003 QM54  | 23 ago 2003 | Socorro          | LINEAR                  | —         | MPC                           |
| 133190         | 2003 QT54  | 23 ago 2003 | Socorro          | LINEAR                  | —         | MPC                           |
| 133191         | 2003 QW54  | 23 ago 2003 | Socorro          | LINEAR                  | —         | MPC                           |
| 133192         | 2003 QG55  | 23 ago 2003 | Socorro          | LINEAR                  | —         | MPC                           |
| 133193         | 2003 QK57  | 23 ago 2003 | Socorro          | LINEAR                  | —         | MPC                           |
| 133194         | 2003 QG58  | 23 ago 2003 | Socorro          | LINEAR                  | Brangane  | MPC                           |
| 133195         | 2003 QE59  | 23 ago 2003 | Socorro          | LINEAR                  | —         | MPC                           |
| 133196         | 2003 QQ59  | 23 ago 2003 | Socorro          | LINEAR                  | —         | MPC                           |
| 133197         | 2003 QS59  | 23 ago 2003 | Socorro          | LINEAR                  | —         | MPC                           |
| 133198         | 2003 QJ60  | 23 ago 2003 | Socorro          | LINEAR                  | —         | MPC                           |
| 133199         | 2003 QJ62  | 23 ago 2003 | Socorro          | LINEAR                  | —         | MPC                           |
| 133200         | 2003 QU62  | 23 ago 2003 | Socorro          | LINEAR                  | —         | MPC                           |

## 133201–133300
| Designação          | Designação | Descoberta  | Descoberta       | Descobridor(es)         | Categoria | Mais informações / Referência |
| Permanente          | Provisória | Data        | Local            | Descobridor(es)         | Categoria | Mais informações / Referência |
| ------------------- | ---------- | ----------- | ---------------- | ----------------------- | --------- | ----------------------------- |
| 133201              | 2003 QH63  | 23 ago 2003 | Socorro          | LINEAR                  | —         | MPC                           |
| 133202              | 2003 QT63  | 23 ago 2003 | Socorro          | LINEAR                  | —         | MPC                           |
| 133203              | 2003 QC64  | 23 ago 2003 | Socorro          | LINEAR                  | —         | MPC                           |
| 133204              | 2003 QH64  | 23 ago 2003 | Socorro          | LINEAR                  | —         | MPC                           |
| 133205              | 2003 QO64  | 23 ago 2003 | Socorro          | LINEAR                  | —         | MPC                           |
| 133206              | 2003 QD66  | 22 ago 2003 | Socorro          | LINEAR                  | —         | MPC                           |
| 133207              | 2003 QO66  | 22 ago 2003 | Socorro          | LINEAR                  | Chloris   | MPC                           |
| 133208              | 2003 QG68  | 25 ago 2003 | Socorro          | LINEAR                  | —         | MPC                           |
| 133209              | 2003 QN68  | 25 ago 2003 | Socorro          | LINEAR                  | —         | MPC                           |
| 133210              | 2003 QZ68  | 25 ago 2003 | Reedy Creek      | J. Broughton            | —         | MPC                           |
| 133211              | 2003 QG71  | 23 ago 2003 | Palomar          | NEAT                    | —         | MPC                           |
| 133212              | 2003 QB73  | 24 ago 2003 | Socorro          | LINEAR                  | —         | MPC                           |
| 133213              | 2003 QS73  | 26 ago 2003 | Črni Vrh         | H. Mikuž                | —         | MPC                           |
| 133214              | 2003 QF74  | 24 ago 2003 | Socorro          | LINEAR                  | —         | MPC                           |
| 133215              | 2003 QE75  | 24 ago 2003 | Socorro          | LINEAR                  | —         | MPC                           |
| 133216              | 2003 QT75  | 24 ago 2003 | Socorro          | LINEAR                  | —         | MPC                           |
| 133217              | 2003 QA76  | 24 ago 2003 | Socorro          | LINEAR                  | —         | MPC                           |
| 133218              | 2003 QC77  | 24 ago 2003 | Socorro          | LINEAR                  | —         | MPC                           |
| 133219              | 2003 QA79  | 24 ago 2003 | Socorro          | LINEAR                  | —         | MPC                           |
| 133220              | 2003 QX79  | 25 ago 2003 | Reedy Creek      | J. Broughton            | —         | MPC                           |
| 133221              | 2003 QU81  | 23 ago 2003 | Socorro          | LINEAR                  | —         | MPC                           |
| 133222              | 2003 QQ85  | 24 ago 2003 | Socorro          | LINEAR                  | —         | MPC                           |
| 133223              | 2003 QY87  | 25 ago 2003 | Socorro          | LINEAR                  | —         | MPC                           |
| 133224              | 2003 QP88  | 25 ago 2003 | Socorro          | LINEAR                  | —         | MPC                           |
| 133225              | 2003 QS88  | 25 ago 2003 | Socorro          | LINEAR                  | —         | MPC                           |
| 133226              | 2003 QE93  | 27 ago 2003 | Palomar          | NEAT                    | —         | MPC                           |
| 133227              | 2003 QW94  | 29 ago 2003 | Haleakalā        | NEAT                    | —         | MPC                           |
| 133228              | 2003 QK96  | 31 ago 2003 | Pla D'Arguines   | Pla D'Arguines Obs.     | —         | MPC                           |
| 133229              | 2003 QT100 | 28 ago 2003 | Haleakalā        | NEAT                    | —         | MPC                           |
| 133230              | 2003 QW100 | 28 ago 2003 | Haleakala        | NEAT                    | —         | MPC                           |
| 133231              | 2003 QR103 | 31 ago 2003 | Haleakala        | NEAT                    | —         | MPC                           |
| 133232              | 2003 QM105 | 31 ago 2003 | Haleakala        | NEAT                    | —         | MPC                           |
| 133233              | 2003 QC106 | 30 ago 2003 | Kitt Peak        | Spacewatch              | —         | MPC                           |
| 133234              | 2003 QO106 | 31 ago 2003 | Kitt Peak        | Spacewatch              | Mitidika  | MPC                           |
| 133235              | 2003 QX106 | 30 ago 2003 | Kitt Peak        | Spacewatch              | —         | MPC                           |
| 133236              | 2003 QF107 | 31 ago 2003 | Socorro          | LINEAR                  | —         | MPC                           |
| 133237              | 2003 QH107 | 31 ago 2003 | Socorro          | LINEAR                  | —         | MPC                           |
| 133238              | 2003 QN107 | 31 ago 2003 | Socorro          | LINEAR                  | —         | MPC                           |
| 133239              | 2003 QG109 | 31 ago 2003 | Socorro          | LINEAR                  | —         | MPC                           |
| 133240              | 2003 QU110 | 31 ago 2003 | Socorro          | LINEAR                  | —         | MPC                           |
| 133241              | 2003 QG111 | 31 ago 2003 | Socorro          | LINEAR                  | —         | MPC                           |
| 133242              | 2003 QT111 | 31 ago 2003 | Haleakalā        | NEAT                    | —         | MPC                           |
| 133243 Essen        | 2003 RT1   | 2 set 2003  | Essen            | T. Payer                | —         | MPC                           |
| 133244              | 2003 RZ1   | 1 set 2003  | Socorro          | LINEAR                  | —         | MPC                           |
| 133245              | 2003 RL2   | 1 set 2003  | Socorro          | LINEAR                  | —         | MPC                           |
| 133246              | 2003 RB3   | 1 set 2003  | Socorro          | LINEAR                  | —         | MPC                           |
| 133247              | 2003 RK6   | 1 set 2003  | Socorro          | LINEAR                  | —         | MPC                           |
| 133248              | 2003 RN6   | 1 set 2003  | Socorro          | LINEAR                  | —         | MPC                           |
| 133249              | 2003 RS6   | 1 set 2003  | Socorro          | LINEAR                  | —         | MPC                           |
| 133250 Rubik        | 2003 RK8   | 5 set 2003  | Piszkéstető      | K. Sárneczky, B. Sipőcz | —         | MPC                           |
| 133251              | 2003 RP10  | 4 set 2003  | Socorro          | LINEAR                  | —         | MPC                           |
| 133252              | 2003 RT10  | 8 set 2003  | Haleakalā        | NEAT                    | —         | MPC                           |
| 133253              | 2003 RF13  | 14 set 2003 | Haleakala        | NEAT                    | —         | MPC                           |
| 133254              | 2003 RB14  | 15 set 2003 | Haleakala        | NEAT                    | —         | MPC                           |
| 133255              | 2003 RL14  | 14 set 2003 | Haleakala        | NEAT                    | —         | MPC                           |
| 133256              | 2003 RH18  | 15 set 2003 | Palomar          | NEAT                    | —         | MPC                           |
| 133257              | 2003 RE20  | 15 set 2003 | Anderson Mesa    | LONEOS                  | —         | MPC                           |
| 133258              | 2003 RG20  | 15 set 2003 | Anderson Mesa    | LONEOS                  | Themis    | MPC                           |
| 133259              | 2003 RK21  | 15 set 2003 | Anderson Mesa    | LONEOS                  | —         | MPC                           |
| 133260              | 2003 RL23  | 13 set 2003 | Haleakalā        | NEAT                    | —         | MPC                           |
| 133261              | 2003 RR23  | 14 set 2003 | Palomar          | NEAT                    | —         | MPC                           |
| 133262              | 2003 RK26  | 3 set 2003  | Haleakalā        | NEAT                    | —         | MPC                           |
| 133263              | 2003 SB1   | 16 set 2003 | Palomar          | NEAT                    | —         | MPC                           |
| 133264              | 2003 SO1   | 16 set 2003 | Kitt Peak        | Spacewatch              | —         | MPC                           |
| 133265              | 2003 SX1   | 16 set 2003 | Kitt Peak        | Spacewatch              | —         | MPC                           |
| 133266              | 2003 SH2   | 16 set 2003 | Kitt Peak        | Spacewatch              | —         | MPC                           |
| 133267              | 2003 SJ3   | 16 set 2003 | Palomar          | NEAT                    | —         | MPC                           |
| 133268              | 2003 SY3   | 16 set 2003 | Kitt Peak        | Spacewatch              | —         | MPC                           |
| 133269              | 2003 SG4   | 16 set 2003 | Kitt Peak        | Spacewatch              | —         | MPC                           |
| 133270              | 2003 SH4   | 16 set 2003 | Kitt Peak        | Spacewatch              | —         | MPC                           |
| 133271              | 2003 SN4   | 16 set 2003 | Palomar          | NEAT                    | —         | MPC                           |
| 133272              | 2003 SN10  | 17 set 2003 | Kitt Peak        | Spacewatch              | —         | MPC                           |
| 133273              | 2003 SC13  | 16 set 2003 | Kitt Peak        | Spacewatch              | Mitidika  | MPC                           |
| 133274              | 2003 SJ13  | 16 set 2003 | Kitt Peak        | Spacewatch              | —         | MPC                           |
| 133275              | 2003 SL14  | 17 set 2003 | Kitt Peak        | Spacewatch              | —         | MPC                           |
| 133276              | 2003 SV14  | 17 set 2003 | Kitt Peak        | Spacewatch              | —         | MPC                           |
| 133277              | 2003 SY16  | 17 set 2003 | Kitt Peak        | Spacewatch              | —         | MPC                           |
| 133278              | 2003 SA17  | 17 set 2003 | Kitt Peak        | Spacewatch              | —         | MPC                           |
| 133279              | 2003 SF17  | 18 set 2003 | Campo Imperatore | CINEOS                  | —         | MPC                           |
| 133280 Bryleen      | 2003 SM17  | 18 set 2003 | Wrightwood       | J. W. Young             | —         | MPC                           |
| 133281              | 2003 ST17  | 17 set 2003 | Kitt Peak        | Spacewatch              | —         | MPC                           |
| 133282              | 2003 SX17  | 17 set 2003 | Kitt Peak        | Spacewatch              | —         | MPC                           |
| 133283              | 2003 SO21  | 16 set 2003 | Kitt Peak        | Spacewatch              | —         | MPC                           |
| 133284              | 2003 SH22  | 16 set 2003 | Palomar          | NEAT                    | —         | MPC                           |
| 133285              | 2003 SU23  | 17 set 2003 | Kitt Peak        | Spacewatch              | —         | MPC                           |
| 133286              | 2003 SD26  | 17 set 2003 | Haleakalā        | NEAT                    | —         | MPC                           |
| 133287              | 2003 SO26  | 17 set 2003 | Haleakala        | NEAT                    | Mitidika  | MPC                           |
| 133288              | 2003 SJ27  | 18 set 2003 | Socorro          | LINEAR                  | —         | MPC                           |
| 133289              | 2003 SX27  | 18 set 2003 | Palomar          | NEAT                    | —         | MPC                           |
| 133290              | 2003 SA28  | 18 set 2003 | Palomar          | NEAT                    | —         | MPC                           |
| 133291              | 2003 SX28  | 18 set 2003 | Palomar          | NEAT                    | —         | MPC                           |
| 133292              | 2003 SZ30  | 18 set 2003 | Palomar          | NEAT                    | —         | MPC                           |
| 133293 Andrushivka  | 2003 SA33  | 18 set 2003 | Andrushivka      | Andrushivka Obs.        | —         | MPC                           |
| 133294              | 2003 SB34  | 18 set 2003 | Socorro          | LINEAR                  | —         | MPC                           |
| 133295              | 2003 SK35  | 18 set 2003 | Palomar          | NEAT                    | —         | MPC                           |
| 133296 Federicotosi | 2003 SE36  | 19 set 2003 | Campo Imperatore | CINEOS                  | Flora     | MPC                           |
| 133297              | 2003 SW36  | 19 set 2003 | Desert Eagle     | W. K. Y. Yeung          | —         | MPC                           |
| 133298              | 2003 SU37  | 16 set 2003 | Palomar          | NEAT                    | —         | MPC                           |
| 133299              | 2003 SC39  | 16 set 2003 | Palomar          | NEAT                    | —         | MPC                           |
| 133300              | 2003 SB40  | 16 set 2003 | Palomar          | NEAT                    | —         | MPC                           |

## 133301–133400
| Designação | Designação | Descoberta  | Descoberta       | Descobridor(es) | Categoria | Mais informações / Referência |
| Permanente | Provisória | Data        | Local            | Descobridor(es) | Categoria | Mais informações / Referência |
| ---------- | ---------- | ----------- | ---------------- | --------------- | --------- | ----------------------------- |
| 133301     | 2003 SX43  | 16 set 2003 | Anderson Mesa    | LONEOS          | —         | MPC                           |
| 133302     | 2003 SM45  | 16 set 2003 | Anderson Mesa    | LONEOS          | Mitidika  | MPC                           |
| 133303     | 2003 SR45  | 16 set 2003 | Anderson Mesa    | LONEOS          | —         | MPC                           |
| 133304     | 2003 SZ45  | 16 set 2003 | Anderson Mesa    | LONEOS          | —         | MPC                           |
| 133305     | 2003 SG46  | 16 set 2003 | Anderson Mesa    | LONEOS          | —         | MPC                           |
| 133306     | 2003 SB49  | 18 set 2003 | Palomar          | NEAT            | —         | MPC                           |
| 133307     | 2003 SZ51  | 18 set 2003 | Palomar          | NEAT            | Ursula    | MPC                           |
| 133308     | 2003 SK52  | 18 set 2003 | Palomar          | NEAT            | —         | MPC                           |
| 133309     | 2003 SF57  | 16 set 2003 | Kitt Peak        | Spacewatch      | —         | MPC                           |
| 133310     | 2003 SO57  | 16 set 2003 | Kitt Peak        | Spacewatch      | Brangane  | MPC                           |
| 133311     | 2003 SY57  | 16 set 2003 | Kitt Peak        | Spacewatch      | —         | MPC                           |
| 133312     | 2003 SC66  | 18 set 2003 | Socorro          | LINEAR          | —         | MPC                           |
| 133313     | 2003 SO69  | 17 set 2003 | Kitt Peak        | Spacewatch      | —         | MPC                           |
| 133314     | 2003 SS74  | 18 set 2003 | Kitt Peak        | Spacewatch      | —         | MPC                           |
| 133315     | 2003 SE76  | 18 set 2003 | Kitt Peak        | Spacewatch      | —         | MPC                           |
| 133316     | 2003 SO81  | 19 set 2003 | Kitt Peak        | Spacewatch      | —         | MPC                           |
| 133317     | 2003 SX81  | 17 set 2003 | Kitt Peak        | Spacewatch      | —         | MPC                           |
| 133318     | 2003 SQ84  | 21 set 2003 | Anderson Mesa    | LONEOS          | —         | MPC                           |
| 133319     | 2003 SX86  | 17 set 2003 | Socorro          | LINEAR          | —         | MPC                           |
| 133320     | 2003 SB87  | 17 set 2003 | Socorro          | LINEAR          | —         | MPC                           |
| 133321     | 2003 SE88  | 18 set 2003 | Campo Imperatore | CINEOS          | —         | MPC                           |
| 133322     | 2003 SF88  | 18 set 2003 | Campo Imperatore | CINEOS          | —         | MPC                           |
| 133323     | 2003 SL88  | 18 set 2003 | Campo Imperatore | CINEOS          | —         | MPC                           |
| 133324     | 2003 SY90  | 18 set 2003 | Socorro          | LINEAR          | Juno      | MPC                           |
| 133325     | 2003 SL92  | 18 set 2003 | Palomar          | NEAT            | —         | MPC                           |
| 133326     | 2003 SA93  | 18 set 2003 | Palomar          | NEAT            | —         | MPC                           |
| 133327     | 2003 SD93  | 18 set 2003 | Kitt Peak        | Spacewatch      | Ursula    | MPC                           |
| 133328     | 2003 SN93  | 18 set 2003 | Kitt Peak        | Spacewatch      | —         | MPC                           |
| 133329     | 2003 SC94  | 18 set 2003 | Palomar          | NEAT            | —         | MPC                           |
| 133330     | 2003 SJ95  | 19 set 2003 | Palomar          | NEAT            | —         | MPC                           |
| 133331     | 2003 SQ95  | 19 set 2003 | Palomar          | NEAT            | —         | MPC                           |
| 133332     | 2003 SR95  | 19 set 2003 | Palomar          | NEAT            | —         | MPC                           |
| 133333     | 2003 SX97  | 19 set 2003 | Socorro          | LINEAR          | —         | MPC                           |
| 133334     | 2003 SK98  | 19 set 2003 | Kitt Peak        | Spacewatch      | —         | MPC                           |
| 133335     | 2003 SW98  | 19 set 2003 | Haleakalā        | NEAT            | —         | MPC                           |
| 133336     | 2003 SR102 | 20 set 2003 | Socorro          | LINEAR          | —         | MPC                           |
| 133337     | 2003 SM103 | 20 set 2003 | Socorro          | LINEAR          | —         | MPC                           |
| 133338     | 2003 SQ103 | 20 set 2003 | Socorro          | LINEAR          | —         | MPC                           |
| 133339     | 2003 SN104 | 20 set 2003 | Haleakalā        | NEAT            | —         | MPC                           |
| 133340     | 2003 SX105 | 20 set 2003 | Palomar          | NEAT            | —         | MPC                           |
| 133341     | 2003 SK106 | 20 set 2003 | Socorro          | LINEAR          | —         | MPC                           |
| 133342     | 2003 SL106 | 20 set 2003 | Haleakalā        | NEAT            | —         | MPC                           |
| 133343     | 2003 SJ107 | 20 set 2003 | Palomar          | NEAT            | —         | MPC                           |
| 133344     | 2003 SK107 | 20 set 2003 | Palomar          | NEAT            | —         | MPC                           |
| 133345     | 2003 SR108 | 20 set 2003 | Palomar          | NEAT            | —         | MPC                           |
| 133346     | 2003 SZ109 | 20 set 2003 | Palomar          | NEAT            | —         | MPC                           |
| 133347     | 2003 SJ110 | 20 set 2003 | Palomar          | NEAT            | —         | MPC                           |
| 133348     | 2003 SX110 | 20 set 2003 | Palomar          | NEAT            | —         | MPC                           |
| 133349     | 2003 SK117 | 16 set 2003 | Kitt Peak        | Spacewatch      | —         | MPC                           |
| 133350     | 2003 SM117 | 16 set 2003 | Kitt Peak        | Spacewatch      | —         | MPC                           |
| 133351     | 2003 SK123 | 18 set 2003 | Socorro          | LINEAR          | —         | MPC                           |
| 133352     | 2003 SZ123 | 18 set 2003 | Goodricke-Pigott | R. A. Tucker    | Brangane  | MPC                           |
| 133353     | 2003 SG124 | 18 set 2003 | Palomar          | NEAT            | —         | MPC                           |
| 133354     | 2003 SX124 | 18 set 2003 | Črni Vrh         | Črni Vrh        | —         | MPC                           |
| 133355     | 2003 SV125 | 19 set 2003 | Socorro          | LINEAR          | —         | MPC                           |
| 133356     | 2003 SJ126 | 19 set 2003 | Kitt Peak        | Spacewatch      | —         | MPC                           |
| 133357     | 2003 SS127 | 20 set 2003 | Desert Eagle     | W. K. Y. Yeung  | —         | MPC                           |
| 133358     | 2003 SY127 | 20 set 2003 | Socorro          | LINEAR          | —         | MPC                           |
| 133359     | 2003 SC128 | 20 set 2003 | Socorro          | LINEAR          | —         | MPC                           |
| 133360     | 2003 SH129 | 20 set 2003 | Črni Vrh         | Črni Vrh        | —         | MPC                           |
| 133361     | 2003 SS131 | 18 set 2003 | Kitt Peak        | Spacewatch      | —         | MPC                           |
| 133362     | 2003 SK132 | 19 set 2003 | Kitt Peak        | Spacewatch      | —         | MPC                           |
| 133363     | 2003 SJ134 | 18 set 2003 | Palomar          | NEAT            | —         | MPC                           |
| 133364     | 2003 SS136 | 19 set 2003 | Campo Imperatore | CINEOS          | —         | MPC                           |
| 133365     | 2003 SA140 | 18 set 2003 | Campo Imperatore | CINEOS          | —         | MPC                           |
| 133366     | 2003 SB141 | 19 set 2003 | Palomar          | NEAT            | Pallas    | MPC                           |
| 133367     | 2003 SK141 | 19 set 2003 | Palomar          | NEAT            | —         | MPC                           |
| 133368     | 2003 SO142 | 20 set 2003 | Socorro          | LINEAR          | —         | MPC                           |
| 133369     | 2003 SC143 | 20 set 2003 | Socorro          | LINEAR          | —         | MPC                           |
| 133370     | 2003 SD143 | 20 set 2003 | Socorro          | LINEAR          | —         | MPC                           |
| 133371     | 2003 SG144 | 19 set 2003 | Palomar          | NEAT            | —         | MPC                           |
| 133372     | 2003 SR145 | 20 set 2003 | Palomar          | NEAT            | —         | MPC                           |
| 133373     | 2003 SJ147 | 20 set 2003 | Palomar          | NEAT            | —         | MPC                           |
| 133374     | 2003 SM148 | 16 set 2003 | Socorro          | LINEAR          | Brangane  | MPC                           |
| 133375     | 2003 SB149 | 16 set 2003 | Kitt Peak        | Spacewatch      | —         | MPC                           |
| 133376     | 2003 SU149 | 17 set 2003 | Socorro          | LINEAR          | —         | MPC                           |
| 133377     | 2003 SL150 | 17 set 2003 | Socorro          | LINEAR          | Brangane  | MPC                           |
| 133378     | 2003 SD152 | 19 set 2003 | Anderson Mesa    | LONEOS          | —         | MPC                           |
| 133379     | 2003 SL153 | 19 set 2003 | Anderson Mesa    | LONEOS          | —         | MPC                           |
| 133380     | 2003 SM153 | 19 set 2003 | Anderson Mesa    | LONEOS          | —         | MPC                           |
| 133381     | 2003 SW153 | 19 set 2003 | Anderson Mesa    | LONEOS          | —         | MPC                           |
| 133382     | 2003 ST154 | 19 set 2003 | Anderson Mesa    | LONEOS          | —         | MPC                           |
| 133383     | 2003 SA156 | 19 set 2003 | Anderson Mesa    | LONEOS          | —         | MPC                           |
| 133384     | 2003 SK156 | 19 set 2003 | Anderson Mesa    | LONEOS          | —         | MPC                           |
| 133385     | 2003 SP156 | 19 set 2003 | Anderson Mesa    | LONEOS          | —         | MPC                           |
| 133386     | 2003 SV156 | 19 set 2003 | Anderson Mesa    | LONEOS          | —         | MPC                           |
| 133387     | 2003 SD157 | 19 set 2003 | Anderson Mesa    | LONEOS          | Mitidika  | MPC                           |
| 133388     | 2003 SP159 | 22 set 2003 | Kitt Peak        | Spacewatch      | Phocaea   | MPC                           |
| 133389     | 2003 SA160 | 20 set 2003 | Socorro          | LINEAR          | —         | MPC                           |
| 133390     | 2003 SL160 | 22 set 2003 | Kitt Peak        | Spacewatch      | —         | MPC                           |
| 133391     | 2003 SD162 | 18 set 2003 | Kitt Peak        | Spacewatch      | —         | MPC                           |
| 133392     | 2003 SN162 | 19 set 2003 | Kitt Peak        | Spacewatch      | —         | MPC                           |
| 133393     | 2003 SO162 | 19 set 2003 | Socorro          | LINEAR          | —         | MPC                           |
| 133394     | 2003 SV162 | 19 set 2003 | Kitt Peak        | Spacewatch      | —         | MPC                           |
| 133395     | 2003 SB163 | 19 set 2003 | Kitt Peak        | Spacewatch      | —         | MPC                           |
| 133396     | 2003 SK163 | 19 set 2003 | Kitt Peak        | Spacewatch      | —         | MPC                           |
| 133397     | 2003 SC164 | 20 set 2003 | Anderson Mesa    | LONEOS          | —         | MPC                           |
| 133398     | 2003 SV164 | 20 set 2003 | Anderson Mesa    | LONEOS          | —         | MPC                           |
| 133399     | 2003 SJ165 | 20 set 2003 | Anderson Mesa    | LONEOS          | —         | MPC                           |
| 133400     | 2003 SX166 | 22 set 2003 | Kitt Peak        | Spacewatch      | —         | MPC                           |

## 133401–133500
| Designação        | Designação | Descoberta  | Descoberta        | Descobridor(es) | Categoria | Mais informações / Referência |
| Permanente        | Provisória | Data        | Local             | Descobridor(es) | Categoria | Mais informações / Referência |
| ----------------- | ---------- | ----------- | ----------------- | --------------- | --------- | ----------------------------- |
| 133401            | 2003 SG169 | 23 set 2003 | Haleakalā         | NEAT            | Phocaea   | MPC                           |
| 133402            | 2003 SP169 | 23 set 2003 | Haleakala         | NEAT            | —         | MPC                           |
| 133403            | 2003 SR169 | 23 set 2003 | Haleakala         | NEAT            | —         | MPC                           |
| 133404 Morogues   | 2003 SS170 | 23 set 2003 | Saint-Sulpice     | B. Christophe   | —         | MPC                           |
| 133405            | 2003 SK171 | 18 set 2003 | Campo Imperatore  | CINEOS          | —         | MPC                           |
| 133406            | 2003 SQ171 | 18 set 2003 | Kitt Peak         | Spacewatch      | —         | MPC                           |
| 133407            | 2003 SJ173 | 18 set 2003 | Socorro           | LINEAR          | —         | MPC                           |
| 133408            | 2003 SU173 | 18 set 2003 | Palomar           | NEAT            | —         | MPC                           |
| 133409            | 2003 SN175 | 18 set 2003 | Kitt Peak         | Spacewatch      | —         | MPC                           |
| 133410            | 2003 SP176 | 18 set 2003 | Palomar           | NEAT            | —         | MPC                           |
| 133411            | 2003 SE177 | 18 set 2003 | Palomar           | NEAT            | —         | MPC                           |
| 133412            | 2003 SM177 | 18 set 2003 | Palomar           | NEAT            | —         | MPC                           |
| 133413            | 2003 SU177 | 19 set 2003 | Kitt Peak         | Spacewatch      | —         | MPC                           |
| 133414            | 2003 SU180 | 19 set 2003 | Haleakalā         | NEAT            | Mitidika  | MPC                           |
| 133415            | 2003 SC181 | 20 set 2003 | Socorro           | LINEAR          | —         | MPC                           |
| 133416            | 2003 SW181 | 20 set 2003 | Socorro           | LINEAR          | —         | MPC                           |
| 133417            | 2003 SU184 | 21 set 2003 | Kitt Peak         | Spacewatch      | —         | MPC                           |
| 133418            | 2003 SO185 | 22 set 2003 | Anderson Mesa     | LONEOS          | —         | MPC                           |
| 133419            | 2003 SE189 | 22 set 2003 | Anderson Mesa     | LONEOS          | —         | MPC                           |
| 133420            | 2003 SR189 | 23 set 2003 | Palomar           | NEAT            | —         | MPC                           |
| 133421            | 2003 SK190 | 22 set 2003 | Desert Eagle      | W. K. Y. Yeung  | —         | MPC                           |
| 133422            | 2003 SL190 | 22 set 2003 | Desert Eagle      | W. K. Y. Yeung  | —         | MPC                           |
| 133423            | 2003 SS190 | 17 set 2003 | Kitt Peak         | Spacewatch      | —         | MPC                           |
| 133424            | 2003 SH192 | 20 set 2003 | Campo Imperatore  | CINEOS          | —         | MPC                           |
| 133425            | 2003 SE194 | 20 set 2003 | Haleakalā         | NEAT            | —         | MPC                           |
| 133426            | 2003 SB196 | 20 set 2003 | Palomar           | NEAT            | —         | MPC                           |
| 133427            | 2003 SU196 | 20 set 2003 | Palomar           | NEAT            | —         | MPC                           |
| 133428            | 2003 SA199 | 21 set 2003 | Anderson Mesa     | LONEOS          | —         | MPC                           |
| 133429            | 2003 SR199 | 21 set 2003 | Anderson Mesa     | LONEOS          | —         | MPC                           |
| 133430            | 2003 SC200 | 21 set 2003 | Anderson Mesa     | LONEOS          | —         | MPC                           |
| 133431            | 2003 SF201 | 23 set 2003 | Uccle             | T. Pauwels      | —         | MPC                           |
| 133432 Sarahnoble | 2003 SB202 | 22 set 2003 | Goodricke-Pigott  | V. Reddy        | —         | MPC                           |
| 133433            | 2003 SP202 | 22 set 2003 | Anderson Mesa     | LONEOS          | —         | MPC                           |
| 133434            | 2003 SQ203 | 22 set 2003 | Palomar           | NEAT            | —         | MPC                           |
| 133435            | 2003 SX204 | 22 set 2003 | Kitt Peak         | Spacewatch      | —         | MPC                           |
| 133436            | 2003 SU205 | 25 set 2003 | Haleakalā         | NEAT            | —         | MPC                           |
| 133437            | 2003 SJ207 | 26 set 2003 | Socorro           | LINEAR          | —         | MPC                           |
| 133438            | 2003 SS207 | 26 set 2003 | Socorro           | LINEAR          | —         | MPC                           |
| 133439            | 2003 SE213 | 26 set 2003 | Palomar           | NEAT            | Phocaea   | MPC                           |
| 133440            | 2003 SK213 | 26 set 2003 | Socorro           | LINEAR          | —         | MPC                           |
| 133441            | 2003 SQ213 | 26 set 2003 | Socorro           | LINEAR          | —         | MPC                           |
| 133442            | 2003 SV213 | 26 set 2003 | Socorro           | LINEAR          | —         | MPC                           |
| 133443            | 2003 SP216 | 26 set 2003 | Socorro           | LINEAR          | —         | MPC                           |
| 133444            | 2003 SF217 | 27 set 2003 | Desert Eagle      | W. K. Y. Yeung  | —         | MPC                           |
| 133445            | 2003 SK220 | 28 set 2003 | Desert Eagle      | W. K. Y. Yeung  | —         | MPC                           |
| 133446            | 2003 SM220 | 29 set 2003 | Desert Eagle      | W. K. Y. Yeung  | —         | MPC                           |
| 133447            | 2003 SN220 | 29 set 2003 | Desert Eagle      | W. K. Y. Yeung  | —         | MPC                           |
| 133448            | 2003 SL222 | 27 set 2003 | Desert Eagle      | W. K. Y. Yeung  | —         | MPC                           |
| 133449            | 2003 SE223 | 28 set 2003 | Desert Eagle      | W. K. Y. Yeung  | —         | MPC                           |
| 133450            | 2003 SG223 | 29 set 2003 | Desert Eagle      | W. K. Y. Yeung  | —         | MPC                           |
| 133451            | 2003 SV223 | 29 set 2003 | Desert Eagle      | W. K. Y. Yeung  | —         | MPC                           |
| 133452            | 2003 SJ224 | 25 set 2003 | Bergisch Gladbach | W. Bickel       | —         | MPC                           |
| 133453            | 2003 SQ225 | 26 set 2003 | Socorro           | LINEAR          | —         | MPC                           |
| 133454            | 2003 SN226 | 26 set 2003 | Desert Eagle      | W. K. Y. Yeung  | —         | MPC                           |
| 133455            | 2003 SW226 | 26 set 2003 | Socorro           | LINEAR          | —         | MPC                           |
| 133456            | 2003 SY227 | 27 set 2003 | Socorro           | LINEAR          | —         | MPC                           |
| 133457            | 2003 SF229 | 27 set 2003 | Kitt Peak         | Spacewatch      | —         | MPC                           |
| 133458            | 2003 SM229 | 27 set 2003 | Kitt Peak         | Spacewatch      | Brangane  | MPC                           |
| 133459            | 2003 SK230 | 24 set 2003 | Palomar           | NEAT            | —         | MPC                           |
| 133460            | 2003 SM231 | 24 set 2003 | Palomar           | NEAT            | —         | MPC                           |
| 133461            | 2003 SS231 | 24 set 2003 | Palomar           | NEAT            | —         | MPC                           |
| 133462            | 2003 SL233 | 25 set 2003 | Palomar           | NEAT            | —         | MPC                           |
| 133463            | 2003 SG235 | 27 set 2003 | Kitt Peak         | Spacewatch      | —         | MPC                           |
| 133464            | 2003 SL235 | 27 set 2003 | Socorro           | LINEAR          | —         | MPC                           |
| 133465            | 2003 SL238 | 27 set 2003 | Socorro           | LINEAR          | —         | MPC                           |
| 133466            | 2003 SQ238 | 27 set 2003 | Socorro           | LINEAR          | —         | MPC                           |
| 133467            | 2003 SL241 | 27 set 2003 | Kitt Peak         | Spacewatch      | —         | MPC                           |
| 133468            | 2003 SF245 | 26 set 2003 | Socorro           | LINEAR          | —         | MPC                           |
| 133469            | 2003 SO247 | 26 set 2003 | Socorro           | LINEAR          | —         | MPC                           |
| 133470            | 2003 SJ248 | 26 set 2003 | Socorro           | LINEAR          | —         | MPC                           |
| 133471            | 2003 SN249 | 26 set 2003 | Socorro           | LINEAR          | —         | MPC                           |
| 133472            | 2003 SQ249 | 26 set 2003 | Socorro           | LINEAR          | —         | MPC                           |
| 133473            | 2003 SB250 | 26 set 2003 | Socorro           | LINEAR          | —         | MPC                           |
| 133474            | 2003 SW250 | 26 set 2003 | Socorro           | LINEAR          | —         | MPC                           |
| 133475            | 2003 SJ251 | 26 set 2003 | Socorro           | LINEAR          | —         | MPC                           |
| 133476            | 2003 SS251 | 26 set 2003 | Socorro           | LINEAR          | —         | MPC                           |
| 133477            | 2003 SA255 | 27 set 2003 | Kitt Peak         | Spacewatch      | Brangane  | MPC                           |
| 133478            | 2003 SB255 | 27 set 2003 | Kitt Peak         | Spacewatch      | —         | MPC                           |
| 133479            | 2003 SD255 | 27 set 2003 | Kitt Peak         | Spacewatch      | Maria     | MPC                           |
| 133480            | 2003 SY255 | 27 set 2003 | Kitt Peak         | Spacewatch      | —         | MPC                           |
| 133481            | 2003 SS256 | 28 set 2003 | Kitt Peak         | Spacewatch      | —         | MPC                           |
| 133482            | 2003 SF257 | 28 set 2003 | Socorro           | LINEAR          | —         | MPC                           |
| 133483            | 2003 SX257 | 28 set 2003 | Socorro           | LINEAR          | —         | MPC                           |
| 133484            | 2003 SO259 | 28 set 2003 | Kitt Peak         | Spacewatch      | —         | MPC                           |
| 133485            | 2003 SU262 | 28 set 2003 | Socorro           | LINEAR          | —         | MPC                           |
| 133486            | 2003 SN266 | 29 set 2003 | Socorro           | LINEAR          | —         | MPC                           |
| 133487            | 2003 SP266 | 29 set 2003 | Socorro           | LINEAR          | —         | MPC                           |
| 133488            | 2003 SY266 | 29 set 2003 | Socorro           | LINEAR          | —         | MPC                           |
| 133489            | 2003 SE268 | 29 set 2003 | Kitt Peak         | Spacewatch      | —         | MPC                           |
| 133490            | 2003 SR271 | 26 set 2003 | Socorro           | LINEAR          | Flora     | MPC                           |
| 133491            | 2003 SZ272 | 27 set 2003 | Socorro           | LINEAR          | —         | MPC                           |
| 133492            | 2003 SN273 | 27 set 2003 | Socorro           | LINEAR          | —         | MPC                           |
| 133493            | 2003 SM274 | 28 set 2003 | Kitt Peak         | Spacewatch      | —         | MPC                           |
| 133494            | 2003 SK275 | 29 set 2003 | Socorro           | LINEAR          | —         | MPC                           |
| 133495            | 2003 SW275 | 29 set 2003 | Socorro           | LINEAR          | —         | MPC                           |
| 133496            | 2003 SC277 | 30 set 2003 | Socorro           | LINEAR          | —         | MPC                           |
| 133497            | 2003 SE280 | 18 set 2003 | Palomar           | NEAT            | —         | MPC                           |
| 133498            | 2003 ST280 | 18 set 2003 | Socorro           | LINEAR          | —         | MPC                           |
| 133499            | 2003 SH282 | 19 set 2003 | Anderson Mesa     | LONEOS          | —         | MPC                           |
| 133500            | 2003 SN282 | 19 set 2003 | Anderson Mesa     | LONEOS          | Mitidika  | MPC                           |

## 133501–133600
| Designação         | Designação | Descoberta  | Descoberta       | Descobridor(es)  | Categoria | Mais informações / Referência |
| Permanente         | Provisória | Data        | Local            | Descobridor(es)  | Categoria | Mais informações / Referência |
| ------------------ | ---------- | ----------- | ---------------- | ---------------- | --------- | ----------------------------- |
| 133501             | 2003 ST282 | 19 set 2003 | Palomar          | NEAT             | —         | MPC                           |
| 133502             | 2003 SW283 | 20 set 2003 | Socorro          | LINEAR           | —         | MPC                           |
| 133503             | 2003 SW288 | 28 set 2003 | Socorro          | LINEAR           | —         | MPC                           |
| 133504             | 2003 SC290 | 28 set 2003 | Anderson Mesa    | LONEOS           | —         | MPC                           |
| 133505             | 2003 SV290 | 28 set 2003 | Kitt Peak        | Spacewatch       | Ursula    | MPC                           |
| 133506             | 2003 SP293 | 27 set 2003 | Socorro          | LINEAR           | —         | MPC                           |
| 133507             | 2003 SG294 | 28 set 2003 | Socorro          | LINEAR           | Eos       | MPC                           |
| 133508             | 2003 SQ294 | 28 set 2003 | Socorro          | LINEAR           | —         | MPC                           |
| 133509             | 2003 SC295 | 28 set 2003 | Socorro          | LINEAR           | —         | MPC                           |
| 133510             | 2003 SU297 | 18 set 2003 | Haleakalā        | NEAT             | —         | MPC                           |
| 133511             | 2003 SV298 | 18 set 2003 | Haleakala        | NEAT             | —         | MPC                           |
| 133512             | 2003 SY298 | 29 set 2003 | Anderson Mesa    | LONEOS           | —         | MPC                           |
| 133513             | 2003 SV299 | 16 set 2003 | Kitt Peak        | Spacewatch       | —         | MPC                           |
| 133514             | 2003 SJ303 | 17 set 2003 | Palomar          | NEAT             | Meliboea  | MPC                           |
| 133515             | 2003 SU303 | 17 set 2003 | Palomar          | NEAT             | Mitidika  | MPC                           |
| 133516             | 2003 SK304 | 17 set 2003 | Palomar          | NEAT             | —         | MPC                           |
| 133517             | 2003 SM304 | 17 set 2003 | Palomar          | NEAT             | —         | MPC                           |
| 133518             | 2003 SD306 | 30 set 2003 | Socorro          | LINEAR           | —         | MPC                           |
| 133519             | 2003 SK306 | 30 set 2003 | Socorro          | LINEAR           | —         | MPC                           |
| 133520             | 2003 SO308 | 29 set 2003 | Anderson Mesa    | LONEOS           | —         | MPC                           |
| 133521             | 2003 SF310 | 28 set 2003 | Socorro          | LINEAR           | —         | MPC                           |
| 133522             | 2003 SA311 | 29 set 2003 | Socorro          | LINEAR           | —         | MPC                           |
| 133523             | 2003 SB311 | 29 set 2003 | Socorro          | LINEAR           | —         | MPC                           |
| 133524             | 2003 SN311 | 29 set 2003 | Socorro          | LINEAR           | —         | MPC                           |
| 133525             | 2003 SZ314 | 16 set 2003 | Socorro          | LINEAR           | —         | MPC                           |
| 133526             | 2003 SE315 | 25 set 2003 | Palomar          | NEAT             | —         | MPC                           |
| 133527 Fredearly   | 2003 TZ    | 5 out 2003  | Wrightwood       | J. W. Young      | —         | MPC                           |
| 133528 Ceragioli   | 2003 TC2   | 4 out 2003  | Junk Bond        | D. Healy         | —         | MPC                           |
| 133529             | 2003 TR2   | 3 out 2003  | Haleakalā        | NEAT             | —         | MPC                           |
| 133530             | 2003 TF5   | 2 out 2003  | Kitt Peak        | Spacewatch       | —         | MPC                           |
| 133531             | 2003 TJ5   | 2 out 2003  | Haleakalā        | NEAT             | —         | MPC                           |
| 133532             | 2003 TK6   | 1 out 2003  | Anderson Mesa    | LONEOS           | —         | MPC                           |
| 133533             | 2003 TR8   | 2 out 2003  | Haleakalā        | NEAT             | —         | MPC                           |
| 133534             | 2003 TC9   | 4 out 2003  | Kitt Peak        | Spacewatch       | —         | MPC                           |
| 133535             | 2003 TJ9   | 4 out 2003  | Kitt Peak        | Spacewatch       | Brangane  | MPC                           |
| 133536 Alicewhagel | 2003 TZ9   | 15 out 2003 | Sandlot          | Sandlot Obs.     | —         | MPC                           |
| 133537 Mariomotta  | 2003 TL10  | 7 out 2003  | Schiaparelli     | L. Buzzi         | —         | MPC                           |
| 133538             | 2003 TW10  | 15 out 2003 | Palomar          | NEAT             | —         | MPC                           |
| 133539             | 2003 TF11  | 14 out 2003 | Anderson Mesa    | LONEOS           | —         | MPC                           |
| 133540             | 2003 TB12  | 14 out 2003 | Anderson Mesa    | LONEOS           | —         | MPC                           |
| 133541             | 2003 TQ13  | 3 out 2003  | Kitt Peak        | Spacewatch       | —         | MPC                           |
| 133542             | 2003 TS14  | 14 out 2003 | Anderson Mesa    | LONEOS           | —         | MPC                           |
| 133543             | 2003 TY14  | 15 out 2003 | Anderson Mesa    | LONEOS           | —         | MPC                           |
| 133544             | 2003 TD16  | 15 out 2003 | Anderson Mesa    | LONEOS           | —         | MPC                           |
| 133545             | 2003 TB17  | 14 out 2003 | Anderson Mesa    | LONEOS           | —         | MPC                           |
| 133546             | 2003 TR18  | 15 out 2003 | Anderson Mesa    | LONEOS           | —         | MPC                           |
| 133547             | 2003 TW18  | 15 out 2003 | Anderson Mesa    | LONEOS           | —         | MPC                           |
| 133548             | 2003 TN19  | 15 out 2003 | Palomar          | NEAT             | —         | MPC                           |
| 133549             | 2003 TP21  | 1 out 2003  | Anderson Mesa    | LONEOS           | —         | MPC                           |
| 133550             | 2003 TG50  | 3 out 2003  | Haleakalā        | NEAT             | —         | MPC                           |
| 133551             | 2003 TU57  | 15 out 2003 | Anderson Mesa    | LONEOS           | —         | MPC                           |
| 133552 Itting-Enke | 2003 UJ4   | 16 out 2003 | Mülheim-Ruhr     | Turtle Star Obs. | —         | MPC                           |
| 133553             | 2003 UF5   | 16 out 2003 | Kitt Peak        | Spacewatch       | —         | MPC                           |
| 133554             | 2003 UN5   | 18 out 2003 | Socorro          | LINEAR           | —         | MPC                           |
| 133555             | 2003 UO5   | 16 out 2003 | Anderson Mesa    | LONEOS           | —         | MPC                           |
| 133556             | 2003 UP6   | 18 out 2003 | Palomar          | NEAT             | —         | MPC                           |
| 133557             | 2003 UX6   | 18 out 2003 | Palomar          | NEAT             | —         | MPC                           |
| 133558             | 2003 UP7   | 16 out 2003 | Kingsnake        | J. V. McClusky   | Eos       | MPC                           |
| 133559             | 2003 UZ10  | 16 out 2003 | Anderson Mesa    | LONEOS           | Juno      | MPC                           |
| 133560             | 2003 UW11  | 16 out 2003 | Anderson Mesa    | LONEOS           | Brangane  | MPC                           |
| 133561             | 2003 UK12  | 21 out 2003 | Socorro          | LINEAR           | —         | MPC                           |
| 133562             | 2003 UE23  | 21 out 2003 | Kitt Peak        | Spacewatch       | —         | MPC                           |
| 133563             | 2003 UN23  | 22 out 2003 | Kitt Peak        | Spacewatch       | —         | MPC                           |
| 133564             | 2003 US26  | 25 out 2003 | Goodricke-Pigott | R. A. Tucker     | —         | MPC                           |
| 133565             | 2003 UE27  | 23 out 2003 | Goodricke-Pigott | R. A. Tucker     | —         | MPC                           |
| 133566             | 2003 UZ27  | 26 out 2003 | Kitt Peak        | Spacewatch       | —         | MPC                           |
| 133567             | 2003 UZ29  | 21 out 2003 | Nashville        | R. Clingan       | —         | MPC                           |
| 133568             | 2003 UO36  | 16 out 2003 | Palomar          | NEAT             | Phocaea   | MPC                           |
| 133569             | 2003 US36  | 16 out 2003 | Palomar          | NEAT             | —         | MPC                           |
| 133570             | 2003 UK37  | 16 out 2003 | Črni Vrh         | Črni Vrh         | —         | MPC                           |
| 133571             | 2003 UQ37  | 17 out 2003 | Kitt Peak        | Spacewatch       | —         | MPC                           |
| 133572             | 2003 UO38  | 17 out 2003 | Kitt Peak        | Spacewatch       | —         | MPC                           |
| 133573             | 2003 UQ39  | 16 out 2003 | Kitt Peak        | Spacewatch       | —         | MPC                           |
| 133574             | 2003 UN48  | 16 out 2003 | Anderson Mesa    | LONEOS           | Ursula    | MPC                           |
| 133575             | 2003 UO48  | 16 out 2003 | Anderson Mesa    | LONEOS           | —         | MPC                           |
| 133576             | 2003 UE49  | 16 out 2003 | Anderson Mesa    | LONEOS           | —         | MPC                           |
| 133577             | 2003 UB50  | 16 out 2003 | Haleakalā        | NEAT             | —         | MPC                           |
| 133578             | 2003 UY50  | 18 out 2003 | Palomar          | NEAT             | —         | MPC                           |
| 133579             | 2003 UC53  | 18 out 2003 | Palomar          | NEAT             | —         | MPC                           |
| 133580             | 2003 UA55  | 18 out 2003 | Palomar          | NEAT             | —         | MPC                           |
| 133581             | 2003 UC55  | 18 out 2003 | Palomar          | NEAT             | Phocaea   | MPC                           |
| 133582             | 2003 UF60  | 17 out 2003 | Anderson Mesa    | LONEOS           | —         | MPC                           |
| 133583             | 2003 UN60  | 17 out 2003 | Anderson Mesa    | LONEOS           | —         | MPC                           |
| 133584             | 2003 UD63  | 16 out 2003 | Palomar          | NEAT             | —         | MPC                           |
| 133585             | 2003 UM63  | 16 out 2003 | Palomar          | NEAT             | —         | MPC                           |
| 133586             | 2003 UH64  | 16 out 2003 | Anderson Mesa    | LONEOS           | —         | MPC                           |
| 133587             | 2003 UL64  | 16 out 2003 | Palomar          | NEAT             | —         | MPC                           |
| 133588             | 2003 UD65  | 16 out 2003 | Palomar          | NEAT             | Flora     | MPC                           |
| 133589             | 2003 UQ66  | 16 out 2003 | Palomar          | NEAT             | —         | MPC                           |
| 133590             | 2003 UB69  | 18 out 2003 | Kitt Peak        | Spacewatch       | —         | MPC                           |
| 133591             | 2003 UA71  | 18 out 2003 | Kitt Peak        | Spacewatch       | —         | MPC                           |
| 133592             | 2003 UR73  | 19 out 2003 | Kitt Peak        | Spacewatch       | —         | MPC                           |
| 133593             | 2003 UL77  | 17 out 2003 | Kitt Peak        | Spacewatch       | Brangane  | MPC                           |
| 133594             | 2003 UX79  | 18 out 2003 | Goodricke-Pigott | R. A. Tucker     | —         | MPC                           |
| 133595             | 2003 US81  | 16 out 2003 | Haleakalā        | NEAT             | —         | MPC                           |
| 133596             | 2003 UX86  | 18 out 2003 | Palomar          | NEAT             | —         | MPC                           |
| 133597             | 2003 UN88  | 19 out 2003 | Anderson Mesa    | LONEOS           | —         | MPC                           |
| 133598             | 2003 UQ88  | 19 out 2003 | Anderson Mesa    | LONEOS           | —         | MPC                           |
| 133599             | 2003 UX88  | 19 out 2003 | Anderson Mesa    | LONEOS           | —         | MPC                           |
| 133600             | 2003 UY88  | 19 out 2003 | Anderson Mesa    | LONEOS           | —         | MPC                           |

## 133601–133700
| Designação | Designação | Descoberta  | Descoberta    | Descobridor(es) | Categoria | Mais informações / Referência |
| Permanente | Provisória | Data        | Local         | Descobridor(es) | Categoria | Mais informações / Referência |
| ---------- | ---------- | ----------- | ------------- | --------------- | --------- | ----------------------------- |
| 133601     | 2003 UU90  | 20 out 2003 | Socorro       | LINEAR          | —         | MPC                           |
| 133602     | 2003 UH92  | 20 out 2003 | Palomar       | NEAT            | —         | MPC                           |
| 133603     | 2003 UZ94  | 18 out 2003 | Kitt Peak     | Spacewatch      | —         | MPC                           |
| 133604     | 2003 UD95  | 18 out 2003 | Kitt Peak     | Spacewatch      | Brangane  | MPC                           |
| 133605     | 2003 UX95  | 18 out 2003 | Kitt Peak     | Spacewatch      | —         | MPC                           |
| 133606     | 2003 US99  | 19 out 2003 | Anderson Mesa | LONEOS          | —         | MPC                           |
| 133607     | 2003 UF100 | 19 out 2003 | Palomar       | NEAT            | —         | MPC                           |
| 133608     | 2003 UL100 | 19 out 2003 | Palomar       | NEAT            | —         | MPC                           |
| 133609     | 2003 UA101 | 20 out 2003 | Palomar       | NEAT            | —         | MPC                           |
| 133610     | 2003 UZ102 | 20 out 2003 | Kitt Peak     | Spacewatch      | —         | MPC                           |
| 133611     | 2003 UX109 | 19 out 2003 | Kitt Peak     | Spacewatch      | —         | MPC                           |
| 133612     | 2003 UE110 | 19 out 2003 | Kitt Peak     | Spacewatch      | —         | MPC                           |
| 133613     | 2003 UW110 | 19 out 2003 | Kitt Peak     | Spacewatch      | —         | MPC                           |
| 133614     | 2003 UM112 | 20 out 2003 | Socorro       | LINEAR          | —         | MPC                           |
| 133615     | 2003 UL113 | 20 out 2003 | Socorro       | LINEAR          | —         | MPC                           |
| 133616     | 2003 US116 | 21 out 2003 | Socorro       | LINEAR          | —         | MPC                           |
| 133617     | 2003 UY116 | 21 out 2003 | Socorro       | LINEAR          | —         | MPC                           |
| 133618     | 2003 UZ116 | 21 out 2003 | Socorro       | LINEAR          | —         | MPC                           |
| 133619     | 2003 UT119 | 18 out 2003 | Socorro       | LINEAR          | —         | MPC                           |
| 133620     | 2003 UU119 | 18 out 2003 | Socorro       | LINEAR          | —         | MPC                           |
| 133621     | 2003 UD120 | 18 out 2003 | Kitt Peak     | Spacewatch      | —         | MPC                           |
| 133622     | 2003 UP121 | 19 out 2003 | Socorro       | LINEAR          | —         | MPC                           |
| 133623     | 2003 UA122 | 19 out 2003 | Socorro       | LINEAR          | —         | MPC                           |
| 133624     | 2003 UP126 | 20 out 2003 | Palomar       | NEAT            | Phocaea   | MPC                           |
| 133625     | 2003 UC129 | 21 out 2003 | Kitt Peak     | Spacewatch      | —         | MPC                           |
| 133626     | 2003 UC130 | 18 out 2003 | Palomar       | NEAT            | —         | MPC                           |
| 133627     | 2003 UX130 | 19 out 2003 | Palomar       | NEAT            | —         | MPC                           |
| 133628     | 2003 UL131 | 19 out 2003 | Palomar       | NEAT            | —         | MPC                           |
| 133629     | 2003 UZ134 | 20 out 2003 | Palomar       | NEAT            | Ursula    | MPC                           |
| 133630     | 2003 UM136 | 21 out 2003 | Palomar       | NEAT            | —         | MPC                           |
| 133631     | 2003 UV137 | 21 out 2003 | Socorro       | LINEAR          | —         | MPC                           |
| 133632     | 2003 UA141 | 17 out 2003 | Socorro       | LINEAR          | —         | MPC                           |
| 133633     | 2003 UN141 | 18 out 2003 | Anderson Mesa | LONEOS          | —         | MPC                           |
| 133634     | 2003 UZ142 | 18 out 2003 | Anderson Mesa | LONEOS          | —         | MPC                           |
| 133635     | 2003 UN143 | 18 out 2003 | Anderson Mesa | LONEOS          | —         | MPC                           |
| 133636     | 2003 UB144 | 18 out 2003 | Anderson Mesa | LONEOS          | —         | MPC                           |
| 133637     | 2003 UG144 | 18 out 2003 | Anderson Mesa | LONEOS          | —         | MPC                           |
| 133638     | 2003 UP145 | 18 out 2003 | Anderson Mesa | LONEOS          | —         | MPC                           |
| 133639     | 2003 UL146 | 18 out 2003 | Anderson Mesa | LONEOS          | —         | MPC                           |
| 133640     | 2003 UZ146 | 18 out 2003 | Anderson Mesa | LONEOS          | —         | MPC                           |
| 133641     | 2003 UF147 | 18 out 2003 | Anderson Mesa | LONEOS          | Brangane  | MPC                           |
| 133642     | 2003 UG147 | 18 out 2003 | Anderson Mesa | LONEOS          | Eos       | MPC                           |
| 133643     | 2003 US147 | 18 out 2003 | Kitt Peak     | Spacewatch      | —         | MPC                           |
| 133644     | 2003 UJ148 | 19 out 2003 | Anderson Mesa | LONEOS          | —         | MPC                           |
| 133645     | 2003 UN149 | 20 out 2003 | Socorro       | LINEAR          | —         | MPC                           |
| 133646     | 2003 UV151 | 21 out 2003 | Socorro       | LINEAR          | —         | MPC                           |
| 133647     | 2003 UK152 | 21 out 2003 | Kitt Peak     | Spacewatch      | —         | MPC                           |
| 133648     | 2003 UE155 | 20 out 2003 | Socorro       | LINEAR          | —         | MPC                           |
| 133649     | 2003 UF155 | 20 out 2003 | Socorro       | LINEAR          | —         | MPC                           |
| 133650     | 2003 UM161 | 21 out 2003 | Palomar       | NEAT            | —         | MPC                           |
| 133651     | 2003 UY163 | 21 out 2003 | Socorro       | LINEAR          | —         | MPC                           |
| 133652     | 2003 UD164 | 21 out 2003 | Socorro       | LINEAR          | —         | MPC                           |
| 133653     | 2003 UU165 | 21 out 2003 | Kitt Peak     | Spacewatch      | —         | MPC                           |
| 133654     | 2003 UL167 | 22 out 2003 | Socorro       | LINEAR          | —         | MPC                           |
| 133655     | 2003 UC168 | 22 out 2003 | Socorro       | LINEAR          | —         | MPC                           |
| 133656     | 2003 UP169 | 22 out 2003 | Socorro       | LINEAR          | —         | MPC                           |
| 133657     | 2003 US169 | 22 out 2003 | Haleakalā     | NEAT            | Ursula    | MPC                           |
| 133658     | 2003 UZ169 | 22 out 2003 | Haleakala     | NEAT            | Brangane  | MPC                           |
| 133659     | 2003 UH174 | 21 out 2003 | Kitt Peak     | Spacewatch      | —         | MPC                           |
| 133660     | 2003 UD175 | 21 out 2003 | Kitt Peak     | Spacewatch      | —         | MPC                           |
| 133661     | 2003 UP175 | 21 out 2003 | Anderson Mesa | LONEOS          | —         | MPC                           |
| 133662     | 2003 UV176 | 21 out 2003 | Anderson Mesa | LONEOS          | —         | MPC                           |
| 133663     | 2003 UP179 | 21 out 2003 | Socorro       | LINEAR          | —         | MPC                           |
| 133664     | 2003 UQ182 | 21 out 2003 | Palomar       | NEAT            | —         | MPC                           |
| 133665     | 2003 UE184 | 21 out 2003 | Palomar       | NEAT            | Maria     | MPC                           |
| 133666     | 2003 UD185 | 21 out 2003 | Palomar       | NEAT            | —         | MPC                           |
| 133667     | 2003 UQ185 | 21 out 2003 | Kitt Peak     | Spacewatch      | —         | MPC                           |
| 133668     | 2003 UR186 | 22 out 2003 | Kitt Peak     | Spacewatch      | —         | MPC                           |
| 133669     | 2003 US186 | 22 out 2003 | Kitt Peak     | Spacewatch      | —         | MPC                           |
| 133670     | 2003 UU186 | 22 out 2003 | Kitt Peak     | Spacewatch      | —         | MPC                           |
| 133671     | 2003 UR188 | 22 out 2003 | Kitt Peak     | Spacewatch      | —         | MPC                           |
| 133672     | 2003 UR189 | 22 out 2003 | Kitt Peak     | Spacewatch      | —         | MPC                           |
| 133673     | 2003 UY190 | 23 out 2003 | Anderson Mesa | LONEOS          | —         | MPC                           |
| 133674     | 2003 UL192 | 23 out 2003 | Anderson Mesa | LONEOS          | —         | MPC                           |
| 133675     | 2003 UO193 | 20 out 2003 | Socorro       | LINEAR          | —         | MPC                           |
| 133676     | 2003 UG197 | 21 out 2003 | Kitt Peak     | Spacewatch      | —         | MPC                           |
| 133677     | 2003 UN197 | 21 out 2003 | Anderson Mesa | LONEOS          | —         | MPC                           |
| 133678     | 2003 UW197 | 21 out 2003 | Anderson Mesa | LONEOS          | —         | MPC                           |
| 133679     | 2003 UY197 | 21 out 2003 | Anderson Mesa | LONEOS          | —         | MPC                           |
| 133680     | 2003 US198 | 21 out 2003 | Kitt Peak     | Spacewatch      | —         | MPC                           |
| 133681     | 2003 UO199 | 21 out 2003 | Socorro       | LINEAR          | —         | MPC                           |
| 133682     | 2003 UR199 | 21 out 2003 | Socorro       | LINEAR          | —         | MPC                           |
| 133683     | 2003 UZ199 | 21 out 2003 | Socorro       | LINEAR          | —         | MPC                           |
| 133684     | 2003 UZ202 | 21 out 2003 | Palomar       | NEAT            | Brangane  | MPC                           |
| 133685     | 2003 UB203 | 21 out 2003 | Palomar       | NEAT            | —         | MPC                           |
| 133686     | 2003 UD205 | 22 out 2003 | Kitt Peak     | Spacewatch      | —         | MPC                           |
| 133687     | 2003 UR206 | 22 out 2003 | Socorro       | LINEAR          | —         | MPC                           |
| 133688     | 2003 UX206 | 22 out 2003 | Socorro       | LINEAR          | —         | MPC                           |
| 133689     | 2003 UD213 | 23 out 2003 | Haleakalā     | NEAT            | Brangane  | MPC                           |
| 133690     | 2003 UN216 | 21 out 2003 | Socorro       | LINEAR          | —         | MPC                           |
| 133691     | 2003 UG217 | 21 out 2003 | Socorro       | LINEAR          | —         | MPC                           |
| 133692     | 2003 UN217 | 21 out 2003 | Socorro       | LINEAR          | —         | MPC                           |
| 133693     | 2003 UC220 | 21 out 2003 | Socorro       | LINEAR          | —         | MPC                           |
| 133694     | 2003 UK221 | 22 out 2003 | Socorro       | LINEAR          | —         | MPC                           |
| 133695     | 2003 UF223 | 22 out 2003 | Socorro       | LINEAR          | Brangane  | MPC                           |
| 133696     | 2003 UN223 | 22 out 2003 | Socorro       | LINEAR          | —         | MPC                           |
| 133697     | 2003 UE226 | 22 out 2003 | Socorro       | LINEAR          | Eos       | MPC                           |
| 133698     | 2003 UB227 | 23 out 2003 | Kitt Peak     | Spacewatch      | —         | MPC                           |
| 133699     | 2003 UG227 | 23 out 2003 | Kitt Peak     | Spacewatch      | —         | MPC                           |
| 133700     | 2003 UV227 | 23 out 2003 | Kitt Peak     | Spacewatch      | Ursula    | MPC                           |

## 133701–133800
| Designação            | Designação | Descoberta  | Descoberta        | Descobridor(es) | Categoria | Mais informações / Referência |
| Permanente            | Provisória | Data        | Local             | Descobridor(es) | Categoria | Mais informações / Referência |
| --------------------- | ---------- | ----------- | ----------------- | --------------- | --------- | ----------------------------- |
| 133701                | 2003 UD230 | 23 out 2003 | Kitt Peak         | Spacewatch      | —         | MPC                           |
| 133702                | 2003 UF231 | 24 out 2003 | Socorro           | LINEAR          | —         | MPC                           |
| 133703                | 2003 UY231 | 24 out 2003 | Kitt Peak         | Spacewatch      | —         | MPC                           |
| 133704                | 2003 UK234 | 24 out 2003 | Kitt Peak         | Spacewatch      | —         | MPC                           |
| 133705                | 2003 US238 | 24 out 2003 | Socorro           | LINEAR          | —         | MPC                           |
| 133706                | 2003 UP242 | 24 out 2003 | Socorro           | LINEAR          | —         | MPC                           |
| 133707                | 2003 UW243 | 24 out 2003 | Socorro           | LINEAR          | —         | MPC                           |
| 133708                | 2003 UM245 | 24 out 2003 | Socorro           | LINEAR          | —         | MPC                           |
| 133709                | 2003 UX245 | 24 out 2003 | Socorro           | LINEAR          | —         | MPC                           |
| 133710                | 2003 UJ247 | 24 out 2003 | Kitt Peak         | Spacewatch      | Themis    | MPC                           |
| 133711                | 2003 UP247 | 24 out 2003 | Socorro           | LINEAR          | —         | MPC                           |
| 133712                | 2003 UH248 | 25 out 2003 | Socorro           | LINEAR          | —         | MPC                           |
| 133713                | 2003 UO248 | 25 out 2003 | Kitt Peak         | Spacewatch      | —         | MPC                           |
| 133714                | 2003 US248 | 25 out 2003 | Socorro           | LINEAR          | —         | MPC                           |
| 133715                | 2003 UG250 | 25 out 2003 | Socorro           | LINEAR          | —         | MPC                           |
| 133716 Tomtourville   | 2003 UW251 | 26 out 2003 | Catalina          | CSS             | —         | MPC                           |
| 133717                | 2003 UG253 | 27 out 2003 | Socorro           | LINEAR          | —         | MPC                           |
| 133718                | 2003 UY256 | 25 out 2003 | Socorro           | LINEAR          | —         | MPC                           |
| 133719                | 2003 UG259 | 25 out 2003 | Socorro           | LINEAR          | —         | MPC                           |
| 133720                | 2003 UJ259 | 25 out 2003 | Socorro           | LINEAR          | —         | MPC                           |
| 133721                | 2003 UB260 | 25 out 2003 | Socorro           | LINEAR          | —         | MPC                           |
| 133722                | 2003 UF261 | 26 out 2003 | Kitt Peak         | Spacewatch      | —         | MPC                           |
| 133723                | 2003 UM261 | 26 out 2003 | Kitt Peak         | Spacewatch      | —         | MPC                           |
| 133724                | 2003 US262 | 26 out 2003 | Haleakalā         | NEAT            | —         | MPC                           |
| 133725                | 2003 UJ263 | 27 out 2003 | Socorro           | LINEAR          | —         | MPC                           |
| 133726 Gateswest      | 2003 UM269 | 29 out 2003 | Catalina          | CSS             | —         | MPC                           |
| 133727                | 2003 UD270 | 28 out 2003 | Bergisch Gladbach | W. Bickel       | —         | MPC                           |
| 133728                | 2003 UO270 | 17 out 2003 | Palomar           | NEAT            | —         | MPC                           |
| 133729                | 2003 UC273 | 29 out 2003 | Socorro           | LINEAR          | —         | MPC                           |
| 133730                | 2003 UV273 | 29 out 2003 | Kitt Peak         | Spacewatch      | —         | MPC                           |
| 133731                | 2003 UF275 | 29 out 2003 | Socorro           | LINEAR          | —         | MPC                           |
| 133732                | 2003 UK275 | 29 out 2003 | Socorro           | LINEAR          | —         | MPC                           |
| 133733                | 2003 UP275 | 29 out 2003 | Socorro           | LINEAR          | —         | MPC                           |
| 133734                | 2003 UZ282 | 29 out 2003 | Anderson Mesa     | LONEOS          | —         | MPC                           |
| 133735                | 2003 UB296 | 16 out 2003 | Kitt Peak         | Spacewatch      | —         | MPC                           |
| 133736                | 2003 VZ1   | 2 nov 2003  | Socorro           | LINEAR          | —         | MPC                           |
| 133737                | 2003 VY4   | 15 nov 2003 | Kitt Peak         | Spacewatch      | —         | MPC                           |
| 133738                | 2003 VG5   | 12 nov 2003 | Haleakalā         | NEAT            | —         | MPC                           |
| 133739                | 2003 VT6   | 15 nov 2003 | Kitt Peak         | Spacewatch      | —         | MPC                           |
| 133740                | 2003 VT7   | 15 nov 2003 | Palomar           | NEAT            | —         | MPC                           |
| 133741                | 2003 VU7   | 2 nov 2003  | Socorro           | LINEAR          | —         | MPC                           |
| 133742                | 2003 VJ9   | 15 nov 2003 | Palomar           | NEAT            | —         | MPC                           |
| 133743 Robertwoodward | 2003 WM    | 16 nov 2003 | Catalina          | CSS             | —         | MPC                           |
| 133744 Dellagiustina  | 2003 WD1   | 16 nov 2003 | Catalina          | CSS             | —         | MPC                           |
| 133745 Danieldrinnon  | 2003 WG1   | 16 nov 2003 | Catalina          | CSS             | —         | MPC                           |
| 133746 Tonyferro      | 2003 WL1   | 16 nov 2003 | Catalina          | CSS             | —         | MPC                           |
| 133747 Robertofurfaro | 2003 WX3   | 16 nov 2003 | Catalina          | CSS             | —         | MPC                           |
| 133748                | 2003 WA5   | 16 nov 2003 | Kitt Peak         | Spacewatch      | —         | MPC                           |
| 133749                | 2003 WX6   | 18 nov 2003 | Palomar           | NEAT            | —         | MPC                           |
| 133750                | 2003 WZ9   | 18 nov 2003 | Kitt Peak         | Spacewatch      | —         | MPC                           |
| 133751                | 2003 WV17  | 18 nov 2003 | Kitt Peak         | Spacewatch      | —         | MPC                           |
| 133752                | 2003 WE23  | 18 nov 2003 | Kitt Peak         | Spacewatch      | —         | MPC                           |
| 133753 Teresamullen   | 2003 WU25  | 21 nov 2003 | Junk Bond         | D. Healy        | —         | MPC                           |
| 133754                | 2003 WJ27  | 16 nov 2003 | Kitt Peak         | Spacewatch      | Ursula    | MPC                           |
| 133755                | 2003 WB31  | 18 nov 2003 | Palomar           | NEAT            | —         | MPC                           |
| 133756 Carinajohnson  | 2003 WB36  | 19 nov 2003 | Catalina          | CSS             | —         | MPC                           |
| 133757                | 2003 WC43  | 17 nov 2003 | Catalina          | CSS             | Eos       | MPC                           |
| 133758                | 2003 WF44  | 19 nov 2003 | Palomar           | NEAT            | —         | MPC                           |
| 133759                | 2003 WC49  | 19 nov 2003 | Kitt Peak         | Spacewatch      | —         | MPC                           |
| 133760                | 2003 WC58  | 18 nov 2003 | Kitt Peak         | Spacewatch      | —         | MPC                           |
| 133761                | 2003 WN58  | 18 nov 2003 | Kitt Peak         | Spacewatch      | —         | MPC                           |
| 133762                | 2003 WQ60  | 19 nov 2003 | Kitt Peak         | Spacewatch      | —         | MPC                           |
| 133763                | 2003 WZ61  | 19 nov 2003 | Kitt Peak         | Spacewatch      | —         | MPC                           |
| 133764                | 2003 WJ62  | 19 nov 2003 | Kitt Peak         | Spacewatch      | —         | MPC                           |
| 133765                | 2003 WC65  | 19 nov 2003 | Kitt Peak         | Spacewatch      | —         | MPC                           |
| 133766                | 2003 WZ67  | 19 nov 2003 | Kitt Peak         | Spacewatch      | —         | MPC                           |
| 133767                | 2003 WO68  | 19 nov 2003 | Kitt Peak         | Spacewatch      | —         | MPC                           |
| 133768                | 2003 WL69  | 19 nov 2003 | Kitt Peak         | Spacewatch      | —         | MPC                           |
| 133769                | 2003 WW72  | 20 nov 2003 | Socorro           | LINEAR          | —         | MPC                           |
| 133770                | 2003 WM76  | 19 nov 2003 | Socorro           | LINEAR          | —         | MPC                           |
| 133771                | 2003 WW76  | 19 nov 2003 | Palomar           | NEAT            | —         | MPC                           |
| 133772                | 2003 WK79  | 20 nov 2003 | Socorro           | LINEAR          | —         | MPC                           |
| 133773 Lindsaykeller  | 2003 WQ84  | 19 nov 2003 | Catalina          | CSS             | —         | MPC                           |
| 133774 Johnkidd       | 2003 WX88  | 16 nov 2003 | Catalina          | CSS             | —         | MPC                           |
| 133775                | 2003 WC91  | 18 nov 2003 | Kitt Peak         | Spacewatch      | —         | MPC                           |
| 133776                | 2003 WV92  | 19 nov 2003 | Anderson Mesa     | LONEOS          | —         | MPC                           |
| 133777                | 2003 WP95  | 19 nov 2003 | Anderson Mesa     | LONEOS          | —         | MPC                           |
| 133778                | 2003 WF97  | 19 nov 2003 | Anderson Mesa     | LONEOS          | —         | MPC                           |
| 133779                | 2003 WR97  | 19 nov 2003 | Anderson Mesa     | LONEOS          | —         | MPC                           |
| 133780                | 2003 WA98  | 19 nov 2003 | Anderson Mesa     | LONEOS          | —         | MPC                           |
| 133781                | 2003 WP98  | 20 nov 2003 | Socorro           | LINEAR          | —         | MPC                           |
| 133782 Saraknutson    | 2003 WY98  | 20 nov 2003 | Catalina          | CSS             | —         | MPC                           |
| 133783                | 2003 WP103 | 21 nov 2003 | Socorro           | LINEAR          | —         | MPC                           |
| 133784                | 2003 WB104 | 21 nov 2003 | Socorro           | LINEAR          | Brangane  | MPC                           |
| 133785                | 2003 WM104 | 21 nov 2003 | Socorro           | LINEAR          | —         | MPC                           |
| 133786                | 2003 WD117 | 20 nov 2003 | Socorro           | LINEAR          | —         | MPC                           |
| 133787                | 2003 WK117 | 20 nov 2003 | Socorro           | LINEAR          | Brangane  | MPC                           |
| 133788                | 2003 WD119 | 20 nov 2003 | Socorro           | LINEAR          | —         | MPC                           |
| 133789                | 2003 WS122 | 20 nov 2003 | Socorro           | LINEAR          | —         | MPC                           |
| 133790                | 2003 WT122 | 20 nov 2003 | Socorro           | LINEAR          | —         | MPC                           |
| 133791                | 2003 WS123 | 20 nov 2003 | Socorro           | LINEAR          | —         | MPC                           |
| 133792                | 2003 WZ125 | 20 nov 2003 | Socorro           | LINEAR          | —         | MPC                           |
| 133793                | 2003 WV128 | 21 nov 2003 | Socorro           | LINEAR          | —         | MPC                           |
| 133794                | 2003 WL130 | 21 nov 2003 | Socorro           | LINEAR          | —         | MPC                           |
| 133795                | 2003 WN132 | 19 nov 2003 | Kitt Peak         | Spacewatch      | —         | MPC                           |
| 133796                | 2003 WS132 | 21 nov 2003 | Socorro           | LINEAR          | —         | MPC                           |
| 133797                | 2003 WS133 | 21 nov 2003 | Socorro           | LINEAR          | —         | MPC                           |
| 133798                | 2003 WF135 | 21 nov 2003 | Socorro           | LINEAR          | —         | MPC                           |
| 133799                | 2003 WV138 | 21 nov 2003 | Socorro           | LINEAR          | —         | MPC                           |
| 133800                | 2003 WA139 | 21 nov 2003 | Socorro           | LINEAR          | —         | MPC                           |

## 133801–133900
| Designação            | Designação | Descoberta  | Descoberta       | Descobridor(es)  | Categoria | Mais informações / Referência |
| Permanente            | Provisória | Data        | Local            | Descobridor(es)  | Categoria | Mais informações / Referência |
| --------------------- | ---------- | ----------- | ---------------- | ---------------- | --------- | ----------------------------- |
| 133801                | 2003 WE141 | 21 nov 2003 | Socorro          | LINEAR           | —         | MPC                           |
| 133802                | 2003 WM144 | 21 nov 2003 | Socorro          | LINEAR           | —         | MPC                           |
| 133803                | 2003 WW147 | 23 nov 2003 | Kitt Peak        | Spacewatch       | —         | MPC                           |
| 133804                | 2003 WO149 | 24 nov 2003 | Palomar          | NEAT             | —         | MPC                           |
| 133805                | 2003 WW150 | 24 nov 2003 | Anderson Mesa    | LONEOS           | Ursula    | MPC                           |
| 133806                | 2003 WU151 | 26 nov 2003 | Kitt Peak        | Spacewatch       | —         | MPC                           |
| 133807                | 2003 WQ152 | 24 nov 2003 | Desert Moon      | B. L. Stevens    | —         | MPC                           |
| 133808                | 2003 WB153 | 26 nov 2003 | Anderson Mesa    | LONEOS           | —         | MPC                           |
| 133809                | 2003 WE153 | 26 nov 2003 | Anderson Mesa    | LONEOS           | —         | MPC                           |
| 133810                | 2003 WE156 | 29 nov 2003 | Socorro          | LINEAR           | Phocaea   | MPC                           |
| 133811                | 2003 WW157 | 26 nov 2003 | Moonedge         | F. Schiralli Jr. | —         | MPC                           |
| 133812                | 2003 WF167 | 19 nov 2003 | Kitt Peak        | Spacewatch       | —         | MPC                           |
| 133813                | 2003 WJ167 | 19 nov 2003 | Socorro          | LINEAR           | —         | MPC                           |
| 133814 Wenjengko      | 2003 WG170 | 20 nov 2003 | Catalina         | CSS              | —         | MPC                           |
| 133815                | 2003 WE172 | 30 nov 2003 | Socorro          | LINEAR           | Brangane  | MPC                           |
| 133816                | 2003 WQ172 | 30 nov 2003 | Kitt Peak        | Spacewatch       | —         | MPC                           |
| 133817                | 2003 WH173 | 18 nov 2003 | Palomar          | NEAT             | —         | MPC                           |
| 133818                | 2003 WQ190 | 29 nov 2003 | Socorro          | LINEAR           | —         | MPC                           |
| 133819                | 2003 XS    | 3 dez 2003  | Socorro          | LINEAR           | —         | MPC                           |
| 133820                | 2003 XU2   | 1 dez 2003  | Socorro          | LINEAR           | —         | MPC                           |
| 133821                | 2003 XN3   | 1 dez 2003  | Socorro          | LINEAR           | —         | MPC                           |
| 133822                | 2003 XJ4   | 1 dez 2003  | Socorro          | LINEAR           | Brangane  | MPC                           |
| 133823                | 2003 XL4   | 1 dez 2003  | Socorro          | LINEAR           | —         | MPC                           |
| 133824                | 2003 XS4   | 1 dez 2003  | Socorro          | LINEAR           | Brangane  | MPC                           |
| 133825                | 2003 XF7   | 4 dez 2003  | Socorro          | LINEAR           | —         | MPC                           |
| 133826                | 2003 XC13  | 14 dez 2003 | Kitt Peak        | Spacewatch       | —         | MPC                           |
| 133827                | 2003 XK13  | 14 dez 2003 | Palomar          | NEAT             | —         | MPC                           |
| 133828                | 2003 XK28  | 1 dez 2003  | Kitt Peak        | Spacewatch       | —         | MPC                           |
| 133829                | 2003 XG29  | 1 dez 2003  | Kitt Peak        | Spacewatch       | —         | MPC                           |
| 133830                | 2003 XE32  | 1 dez 2003  | Kitt Peak        | Spacewatch       | —         | MPC                           |
| 133831                | 2003 XV37  | 4 dez 2003  | Socorro          | LINEAR           | —         | MPC                           |
| 133832                | 2003 XJ39  | 5 dez 2003  | Catalina         | CSS              | —         | MPC                           |
| 133833                | 2003 XM39  | 5 dez 2003  | Socorro          | LINEAR           | —         | MPC                           |
| 133834 Erinmorton     | 2003 YX3   | 16 dez 2003 | Catalina         | CSS              | —         | MPC                           |
| 133835                | 2003 YL4   | 16 dez 2003 | Kitt Peak        | Spacewatch       | —         | MPC                           |
| 133836                | 2003 YW10  | 17 dez 2003 | Socorro          | LINEAR           | —         | MPC                           |
| 133837                | 2003 YX18  | 17 dez 2003 | Anderson Mesa    | LONEOS           | —         | MPC                           |
| 133838                | 2003 YH27  | 16 dez 2003 | Črni Vrh         | Črni Vrh         | Ursula    | MPC                           |
| 133839                | 2003 YH48  | 18 dez 2003 | Socorro          | LINEAR           | —         | MPC                           |
| 133840                | 2003 YT48  | 18 dez 2003 | Socorro          | LINEAR           | —         | MPC                           |
| 133841                | 2003 YA54  | 19 dez 2003 | Kitt Peak        | Spacewatch       | —         | MPC                           |
| 133842                | 2003 YY55  | 19 dez 2003 | Socorro          | LINEAR           | —         | MPC                           |
| 133843                | 2003 YZ59  | 19 dez 2003 | Kitt Peak        | Spacewatch       | Phocaea   | MPC                           |
| 133844                | 2003 YK60  | 19 dez 2003 | Kitt Peak        | Spacewatch       | —         | MPC                           |
| 133845                | 2003 YL63  | 19 dez 2003 | Socorro          | LINEAR           | —         | MPC                           |
| 133846                | 2003 YD71  | 18 dez 2003 | Socorro          | LINEAR           | Brangane  | MPC                           |
| 133847                | 2003 YL77  | 18 dez 2003 | Socorro          | LINEAR           | —         | MPC                           |
| 133848                | 2003 YB78  | 18 dez 2003 | Socorro          | LINEAR           | Brangane  | MPC                           |
| 133849                | 2003 YY78  | 18 dez 2003 | Socorro          | LINEAR           | —         | MPC                           |
| 133850 Heatherroper   | 2003 YN83  | 19 dez 2003 | Catalina         | CSS              | —         | MPC                           |
| 133851                | 2003 YK90  | 19 dez 2003 | Kitt Peak        | Spacewatch       | —         | MPC                           |
| 133852                | 2003 YX101 | 19 dez 2003 | Socorro          | LINEAR           | —         | MPC                           |
| 133853                | 2003 YQ133 | 28 dez 2003 | Socorro          | LINEAR           | —         | MPC                           |
| 133854 Wargetz        | 2003 YO149 | 29 dez 2003 | Catalina         | CSS              | —         | MPC                           |
| 133855                | 2003 YC164 | 17 dez 2003 | Kitt Peak        | Spacewatch       | Brangane  | MPC                           |
| 133856                | 2003 YA176 | 24 dez 2003 | Haleakalā        | NEAT             | —         | MPC                           |
| 133857                | 2004 AB1   | 5 jan 2004  | Socorro          | LINEAR           | —         | MPC                           |
| 133858                | 2004 AG1   | 12 jan 2004 | Palomar          | NEAT             | —         | MPC                           |
| 133859                | 2004 AS4   | 12 jan 2004 | Palomar          | NEAT             | Brangane  | MPC                           |
| 133860                | 2004 BT21  | 19 jan 2004 | Anderson Mesa    | LONEOS           | —         | MPC                           |
| 133861 Debrawilmer    | 2004 BO25  | 19 jan 2004 | Catalina         | CSS              | —         | MPC                           |
| 133862                | 2004 BR38  | 20 jan 2004 | Socorro          | LINEAR           | —         | MPC                           |
| 133863                | 2004 BE39  | 21 jan 2004 | Socorro          | LINEAR           | Brangane  | MPC                           |
| 133864                | 2004 BA44  | 22 jan 2004 | Socorro          | LINEAR           | —         | MPC                           |
| 133865                | 2004 BT69  | 20 jan 2004 | Socorro          | LINEAR           | —         | MPC                           |
| 133866                | 2004 BW80  | 25 jan 2004 | Haleakalā        | NEAT             | —         | MPC                           |
| 133867                | 2004 BX110 | 28 jan 2004 | Kitt Peak        | Spacewatch       | —         | MPC                           |
| 133868                | 2004 FD30  | 18 mar 2004 | Palomar          | NEAT             | —         | MPC                           |
| 133869                | 2004 FD45  | 16 mar 2004 | Socorro          | LINEAR           | —         | MPC                           |
| 133870                | 2004 HR28  | 20 abr 2004 | Socorro          | LINEAR           | Eos       | MPC                           |
| 133871                | 2004 JC23  | 12 mai 2004 | Siding Spring    | SSS              | —         | MPC                           |
| 133872                | 2004 KZ5   | 17 mai 2004 | Socorro          | LINEAR           | —         | MPC                           |
| 133873                | 2004 LB26  | 15 jun 2004 | Socorro          | LINEAR           | —         | MPC                           |
| 133874 Jonnazucarelli | 2004 MD3   | 17 jun 2004 | Catalina         | CSS              | Juno      | MPC                           |
| 133875                | 2004 NH12  | 11 jul 2004 | Socorro          | LINEAR           | —         | MPC                           |
| 133876                | 2004 PT2   | 8 ago 2004  | Socorro          | LINEAR           | —         | MPC                           |
| 133877                | 2004 PQ13  | 7 ago 2004  | Palomar          | NEAT             | —         | MPC                           |
| 133878                | 2004 PX55  | 8 ago 2004  | Anderson Mesa    | LONEOS           | —         | MPC                           |
| 133879                | 2004 PT71  | 8 ago 2004  | Socorro          | LINEAR           | —         | MPC                           |
| 133880                | 2004 PA83  | 10 ago 2004 | Socorro          | LINEAR           | —         | MPC                           |
| 133881                | 2004 PQ85  | 10 ago 2004 | Socorro          | LINEAR           | —         | MPC                           |
| 133882                | 2004 PQ86  | 11 ago 2004 | Socorro          | LINEAR           | —         | MPC                           |
| 133883                | 2004 PA90  | 10 ago 2004 | Socorro          | LINEAR           | —         | MPC                           |
| 133884                | 2004 PK91  | 11 ago 2004 | Socorro          | LINEAR           | —         | MPC                           |
| 133885                | 2004 PU101 | 11 ago 2004 | Socorro          | LINEAR           | —         | MPC                           |
| 133886                | 2004 PV101 | 11 ago 2004 | Socorro          | LINEAR           | —         | MPC                           |
| 133887                | 2004 PY102 | 12 ago 2004 | Socorro          | LINEAR           | —         | MPC                           |
| 133888                | 2004 QZ4   | 21 ago 2004 | Goodricke-Pigott | R. A. Tucker     | —         | MPC                           |
| 133889 Nicholasmills  | 2004 QD9   | 20 ago 2004 | Catalina         | CSS              | —         | MPC                           |
| 133890                | 2004 QL17  | 25 ago 2004 | Socorro          | LINEAR           | Juno      | MPC                           |
| 133891 Jaesubhong     | 2004 QY20  | 20 ago 2004 | Catalina         | CSS              | —         | MPC                           |
| 133892 Benkhaldoun    | 2004 RN8   | 7 set 2004  | Ottmarsheim      | C. Rinner        | —         | MPC                           |
| 133893                | 2004 RT19  | 7 set 2004  | Kitt Peak        | Spacewatch       | —         | MPC                           |
| 133894                | 2004 RZ25  | 4 set 2004  | Palomar          | NEAT             | —         | MPC                           |
| 133895                | 2004 RK35  | 7 set 2004  | Socorro          | LINEAR           | —         | MPC                           |
| 133896                | 2004 RT35  | 7 set 2004  | Socorro          | LINEAR           | —         | MPC                           |
| 133897                | 2004 RE42  | 7 set 2004  | Kitt Peak        | Spacewatch       | —         | MPC                           |
| 133898                | 2004 RH59  | 8 set 2004  | Socorro          | LINEAR           | —         | MPC                           |
| 133899                | 2004 RU63  | 8 set 2004  | Socorro          | LINEAR           | —         | MPC                           |
| 133900                | 2004 RL66  | 8 set 2004  | Socorro          | LINEAR           | —         | MPC                           |

## 133901–134000
| Designação | Designação | Descoberta  | Descoberta        | Descobridor(es) | Categoria | Mais informações / Referência |
| Permanente | Provisória | Data        | Local             | Descobridor(es) | Categoria | Mais informações / Referência |
| ---------- | ---------- | ----------- | ----------------- | --------------- | --------- | ----------------------------- |
| 133901     | 2004 RM81  | 8 set 2004  | Socorro           | LINEAR          | —         | MPC                           |
| 133902     | 2004 RX84  | 10 set 2004 | Socorro           | LINEAR          | Juno      | MPC                           |
| 133903     | 2004 RH85  | 7 set 2004  | Bergisch Gladbach | W. Bickel       | Mitidika  | MPC                           |
| 133904     | 2004 RA99  | 8 set 2004  | Socorro           | LINEAR          | —         | MPC                           |
| 133905     | 2004 RC100 | 8 set 2004  | Socorro           | LINEAR          | —         | MPC                           |
| 133906     | 2004 RA106 | 8 set 2004  | Palomar           | NEAT            | —         | MPC                           |
| 133907     | 2004 RX107 | 9 set 2004  | Socorro           | LINEAR          | —         | MPC                           |
| 133908     | 2004 RE113 | 6 set 2004  | Socorro           | LINEAR          | —         | MPC                           |
| 133909     | 2004 RH151 | 9 set 2004  | Socorro           | LINEAR          | —         | MPC                           |
| 133910     | 2004 RW173 | 10 set 2004 | Socorro           | LINEAR          | —         | MPC                           |
| 133911     | 2004 RU195 | 10 set 2004 | Socorro           | LINEAR          | Juno      | MPC                           |
| 133912     | 2004 RG198 | 10 set 2004 | Socorro           | LINEAR          | —         | MPC                           |
| 133913     | 2004 RT199 | 10 set 2004 | Socorro           | LINEAR          | —         | MPC                           |
| 133914     | 2004 RE200 | 10 set 2004 | Socorro           | LINEAR          | Phocaea   | MPC                           |
| 133915     | 2004 RC201 | 10 set 2004 | Socorro           | LINEAR          | —         | MPC                           |
| 133916     | 2004 RM228 | 9 set 2004  | Kitt Peak         | Spacewatch      | —         | MPC                           |
| 133917     | 2004 RD246 | 10 set 2004 | Socorro           | LINEAR          | —         | MPC                           |
| 133918     | 2004 RG279 | 15 set 2004 | Kitt Peak         | Spacewatch      | —         | MPC                           |
| 133919     | 2004 RW289 | 8 set 2004  | Socorro           | LINEAR          | —         | MPC                           |
| 133920     | 2004 RH310 | 13 set 2004 | Kitt Peak         | Spacewatch      | Brangane  | MPC                           |
| 133921     | 2004 RJ315 | 15 set 2004 | Kitt Peak         | Spacewatch      | —         | MPC                           |
| 133922     | 2004 RW338 | 9 set 2004  | Palomar           | NEAT            | —         | MPC                           |
| 133923     | 2004 SD14  | 17 set 2004 | Socorro           | LINEAR          | —         | MPC                           |
| 133924     | 2004 SX23  | 17 set 2004 | Kitt Peak         | Spacewatch      | —         | MPC                           |
| 133925     | 2004 SN28  | 17 set 2004 | Socorro           | LINEAR          | —         | MPC                           |
| 133926     | 2004 SB31  | 17 set 2004 | Socorro           | LINEAR          | —         | MPC                           |
| 133927     | 2004 SG33  | 17 set 2004 | Socorro           | LINEAR          | —         | MPC                           |
| 133928     | 2004 SR38  | 17 set 2004 | Socorro           | LINEAR          | —         | MPC                           |
| 133929     | 2004 SM39  | 17 set 2004 | Socorro           | LINEAR          | —         | MPC                           |
| 133930     | 2004 ST40  | 17 set 2004 | Socorro           | LINEAR          | —         | MPC                           |
| 133931     | 2004 SE49  | 21 set 2004 | Socorro           | LINEAR          | —         | MPC                           |
| 133932     | 2004 SD53  | 22 set 2004 | Socorro           | LINEAR          | —         | MPC                           |
| 133933     | 2004 ST54  | 22 set 2004 | Socorro           | LINEAR          | —         | MPC                           |
| 133934     | 2004 TQ    | 4 out 2004  | Anderson Mesa     | LONEOS          | —         | MPC                           |
| 133935     | 2004 TK1   | 4 out 2004  | Goodricke-Pigott  | R. A. Tucker    | —         | MPC                           |
| 133936     | 2004 TQ8   | 6 out 2004  | Socorro           | LINEAR          | Juno      | MPC                           |
| 133937     | 2004 TA13  | 4 out 2004  | Anderson Mesa     | LONEOS          | —         | MPC                           |
| 133938     | 2004 TE16  | 12 out 2004 | Socorro           | LINEAR          | —         | MPC                           |
| 133939     | 2004 TR39  | 4 out 2004  | Kitt Peak         | Spacewatch      | —         | MPC                           |
| 133940     | 2004 TM48  | 4 out 2004  | Kitt Peak         | Spacewatch      | Chloris   | MPC                           |
| 133941     | 2004 TD54  | 4 out 2004  | Kitt Peak         | Spacewatch      | —         | MPC                           |
| 133942     | 2004 TR54  | 4 out 2004  | Kitt Peak         | Spacewatch      | —         | MPC                           |
| 133943     | 2004 TB58  | 5 out 2004  | Kitt Peak         | Spacewatch      | Mitidika  | MPC                           |
| 133944     | 2004 TN68  | 5 out 2004  | Anderson Mesa     | LONEOS          | —         | MPC                           |
| 133945     | 2004 TF69  | 5 out 2004  | Anderson Mesa     | LONEOS          | —         | MPC                           |
| 133946     | 2004 TV71  | 6 out 2004  | Kitt Peak         | Spacewatch      | —         | MPC                           |
| 133947     | 2004 TX71  | 6 out 2004  | Kitt Peak         | Spacewatch      | —         | MPC                           |
| 133948     | 2004 TD72  | 6 out 2004  | Kitt Peak         | Spacewatch      | —         | MPC                           |
| 133949     | 2004 TC75  | 6 out 2004  | Kitt Peak         | Spacewatch      | —         | MPC                           |
| 133950     | 2004 TK79  | 4 out 2004  | Socorro           | LINEAR          | —         | MPC                           |
| 133951     | 2004 TA100 | 5 out 2004  | Kitt Peak         | Spacewatch      | —         | MPC                           |
| 133952     | 2004 TN111 | 7 out 2004  | Socorro           | LINEAR          | —         | MPC                           |
| 133953     | 2004 TR112 | 7 out 2004  | Socorro           | LINEAR          | —         | MPC                           |
| 133954     | 2004 TC124 | 7 out 2004  | Socorro           | LINEAR          | —         | MPC                           |
| 133955     | 2004 TS127 | 7 out 2004  | Socorro           | LINEAR          | —         | MPC                           |
| 133956     | 2004 TZ131 | 7 out 2004  | Anderson Mesa     | LONEOS          | —         | MPC                           |
| 133957     | 2004 TL132 | 7 out 2004  | Palomar           | NEAT            | —         | MPC                           |
| 133958     | 2004 TB133 | 7 out 2004  | Anderson Mesa     | LONEOS          | —         | MPC                           |
| 133959     | 2004 TX133 | 7 out 2004  | Palomar           | NEAT            | —         | MPC                           |
| 133960     | 2004 TK134 | 7 out 2004  | Palomar           | NEAT            | —         | MPC                           |
| 133961     | 2004 TP135 | 8 out 2004  | Anderson Mesa     | LONEOS          | —         | MPC                           |
| 133962     | 2004 TT136 | 8 out 2004  | Anderson Mesa     | LONEOS          | —         | MPC                           |
| 133963     | 2004 TU139 | 9 out 2004  | Anderson Mesa     | LONEOS          | —         | MPC                           |
| 133964     | 2004 TB153 | 6 out 2004  | Kitt Peak         | Spacewatch      | —         | MPC                           |
| 133965     | 2004 TU153 | 6 out 2004  | Kitt Peak         | Spacewatch      | —         | MPC                           |
| 133966     | 2004 TN158 | 6 out 2004  | Kitt Peak         | Spacewatch      | —         | MPC                           |
| 133967     | 2004 TM193 | 7 out 2004  | Kitt Peak         | Spacewatch      | —         | MPC                           |
| 133968     | 2004 TA203 | 7 out 2004  | Kitt Peak         | Spacewatch      | —         | MPC                           |
| 133969     | 2004 TX203 | 7 out 2004  | Kitt Peak         | Spacewatch      | —         | MPC                           |
| 133970     | 2004 TN204 | 7 out 2004  | Kitt Peak         | Spacewatch      | —         | MPC                           |
| 133971     | 2004 TJ207 | 7 out 2004  | Kitt Peak         | Spacewatch      | —         | MPC                           |
| 133972     | 2004 TL207 | 7 out 2004  | Kitt Peak         | Spacewatch      | —         | MPC                           |
| 133973     | 2004 TO207 | 7 out 2004  | Kitt Peak         | Spacewatch      | —         | MPC                           |
| 133974     | 2004 TL208 | 7 out 2004  | Kitt Peak         | Spacewatch      | —         | MPC                           |
| 133975     | 2004 TJ216 | 9 out 2004  | Anderson Mesa     | LONEOS          | —         | MPC                           |
| 133976     | 2004 TM219 | 5 out 2004  | Kitt Peak         | Spacewatch      | —         | MPC                           |
| 133977     | 2004 TW241 | 10 out 2004 | Socorro           | LINEAR          | —         | MPC                           |
| 133978     | 2004 TK242 | 6 out 2004  | Anderson Mesa     | LONEOS          | —         | MPC                           |
| 133979     | 2004 TC243 | 6 out 2004  | Socorro           | LINEAR          | —         | MPC                           |
| 133980     | 2004 TF255 | 9 out 2004  | Kitt Peak         | Spacewatch      | —         | MPC                           |
| 133981     | 2004 TZ263 | 9 out 2004  | Kitt Peak         | Spacewatch      | —         | MPC                           |
| 133982     | 2004 TX268 | 9 out 2004  | Kitt Peak         | Spacewatch      | —         | MPC                           |
| 133983     | 2004 TV282 | 7 out 2004  | Anderson Mesa     | LONEOS          | —         | MPC                           |
| 133984     | 2004 TW295 | 10 out 2004 | Kitt Peak         | Spacewatch      | —         | MPC                           |
| 133985     | 2004 TQ321 | 11 out 2004 | Kitt Peak         | Spacewatch      | Meliboea  | MPC                           |
| 133986     | 2004 TE333 | 9 out 2004  | Kitt Peak         | Spacewatch      | —         | MPC                           |
| 133987     | 2004 TQ336 | 10 out 2004 | Kitt Peak         | Spacewatch      | —         | MPC                           |
| 133988     | 2004 TB339 | 12 out 2004 | Anderson Mesa     | LONEOS          | —         | MPC                           |
| 133989     | 2004 TL351 | 10 out 2004 | Kitt Peak         | Spacewatch      | —         | MPC                           |
| 133990     | 2004 TZ356 | 14 out 2004 | Anderson Mesa     | LONEOS          | —         | MPC                           |
| 133991     | 2004 TY359 | 9 out 2004  | Kitt Peak         | Spacewatch      | —         | MPC                           |
| 133992     | 2004 UN4   | 16 out 2004 | Socorro           | LINEAR          | —         | MPC                           |
| 133993     | 2004 US6   | 20 out 2004 | Socorro           | LINEAR          | —         | MPC                           |
| 133994     | 2004 VU1   | 2 nov 2004  | Anderson Mesa     | LONEOS          | —         | MPC                           |
| 133995     | 2004 VV1   | 2 nov 2004  | Anderson Mesa     | LONEOS          | —         | MPC                           |
| 133996     | 2004 VN6   | 3 nov 2004  | Kitt Peak         | Spacewatch      | Mitidika  | MPC                           |
| 133997     | 2004 VV6   | 3 nov 2004  | Kitt Peak         | Spacewatch      | —         | MPC                           |
| 133998     | 2004 VE7   | 3 nov 2004  | Kitt Peak         | Spacewatch      | —         | MPC                           |
| 133999     | 2004 VK7   | 3 nov 2004  | Kitt Peak         | Spacewatch      | —         | MPC                           |
| 134000     | 2004 VG9   | 3 nov 2004  | Anderson Mesa     | LONEOS          | Brangane  | MPC                           |